# Giải vô địch bóng đá nữ thế giới 2023
Giải vô địch bóng đá nữ thế giới 2023 hay còn gọi là Cúp bóng đá nữ thế giới 2023 (tiếng Anh: 2023 FIFA Women's World Cup; tiếng Māori: FIFA Wahine o te Ipu o te Ao 2023) là Giải vô địch bóng đá nữ thế giới lần thứ 9 được tổ chức tại Úc và New Zealand. Đây là kỳ World Cup đầu tiên được tổ chức tại Châu Đại Dương và cũng là lần đầu tiên được tổ chức đồng thời ở hai quốc gia. Giải đấu diễn ra từ ngày 20 tháng 7 đến ngày 20 tháng 8 năm 2023.
Giải đấu có 32 đội tham dự, gồm 30 đội vượt qua vòng loại cùng với hai nước chủ nhà Úc và New Zealand. Trong đó 8 đội tuyển Maroc, Philippines, Việt Nam, Zambia, Cộng hòa Ireland, Haiti, Bồ Đào Nha và Panama có lần đầu tiên tham dự. 64 trận đấu sẽ được tổ chức trên 10 sân vận động thuộc 9 thành phố chủ nhà.
Lễ khai mạc diễn ra tại Eden Park, Auckland trước trận đấu giữa New Zealand với Na Uy. Trận chung kết sẽ diễn ra vào ngày 20 tháng 8 năm 2023 tại Sân vận động Australia, Sydney. Hoa Kỳ là đương kim vô địch, nhưng đã bị loại ở vòng 16 đội bởi Thụy Điển. Đây là lần đầu tiên Hoa Kỳ không thể lọt vào tốp 3 đội xuất sắc nhất trong lịch sử tham dự Giải vô địch bóng đá nữ thế giới. Đức, nhà vô địch thế giới 2003 và 2007 lần đầu tiên bị loại ngay từ vòng bảng. Brasil, á quân thế giới năm 2007 lần đầu tiên bị loại ngay từ vòng bảng kể từ giải đấu năm 1995. Maroc làm nên lịch sử khi giành vé vào vòng đấu loại trực tiếp ngay trong lần đầu tham dự giải. Canada lần đầu tiên bị loại ngay từ vòng bảng kể từ giải đấu năm 2011, trở thành đội đương kim vô địch Olympic đầu tiên bị loại ngay từ vòng bảng tại một kỳ World Cup nữ. New Zealand trở thành đội chủ nhà đầu tiên bị loại ngay từ vòng bảng tại một kỳ World Cup nữ, và chủ nhà thứ 3 của giải đấu cấp đội tuyển World Cup cả nam và nữ (sau đội tuyển Nam Phi và Qatar ở kỳ World Cup 2010 và 2022) không vượt qua được vòng bảng.
Tây Ban Nha giành chức vô địch lần đầu tiên trong lịch sử sau khi đánh bại Anh với tỉ số 1–0 trong trận chung kết.

## Tổng quan
Giải vô địch bóng đá nữ thế giới là một giải đấu bóng đá hiệp hội chuyên nghiệp được tranh tài bởi các đội tuyển bóng đá nữ cấp cao của quốc gia, do FIFA tổ chức. Giải đấu được tổ chức bốn năm một lần và một năm sau Giải vô địch bóng đá thế giới, được tổ chức lần đầu tiên vào năm 1991 tại Trung Quốc và kể từ đó đã được mở rộng thành 32 đội sau phiên bản năm 2023. Giải đấu được diễn ra theo thể thức vòng tròn 8 bảng, sau đó là vòng đấu trực tiếp cho 16 đội. Đương kim vô địch là Hoa Kỳ, đội đã đánh bại Hà Lan 2–0 trong trận Chung kết Giải vô địch bóng đá nữ thế giới 2019. Sự kiện diễn ra trong khoảng thời gian một tháng, từ ngày 20 tháng 7 đến ngày 20 tháng 8 tại Úc và New Zealand. Giải vô địch bóng đá nữ thế giới lần này sẽ là giải đấu đồng tổ chức đầu tiên và cũng là giải vô địch bóng đá thế giới dành cho lứa tuổi thanh niên đầu tiên được tổ chức trên nhiều liên đoàn. Ngoài ra, đây sẽ là giải đấu dành cho người cao tuổi đầu tiên được tổ chức ở Châu Đại Dương, Giải vô địch bóng đá nữ thế giới đầu tiên ở Nam bán cầu và là giải đấu thứ ba được tổ chức ở khu vực Châu Á-Thái Bình Dương.

### Thay đổi thể thức
Vào tháng 7 năm 2019, Chủ tịch FIFA Gianni Infantino đã đề xuất mở rộng Giải vô địch bóng đá nữ thế giới từ 24 lên 32 đội, bắt đầu từ năm 2023 và tăng gấp đôi số tiền thưởng của giải đấu. Đề xuất được đưa ra sau thành công của Giải vô địch bóng đá nữ thế giới 2019 và 2015, sau khi tăng từ 16 lên 24 đội đã lập kỷ lục tham dự cho tất cả các giải đấu của FIFA bên cạnh Giải vô địch bóng đá nữ thế giới. Việc mở rộng giải đấu để cho phép thêm tám đội tham gia đã tạo điều kiện cho nhiều hiệp hội thành viên hơn có cơ hội lớn hơn để đủ điều kiện tham dự giải đấu cuối cùng. Điều này đã thúc đẩy phạm vi tiếp cận và tăng cường sự chuyên nghiệp hóa của trò chơi dành cho nữ.
Vào ngày 31 tháng 7, Hội đồng FIFA đã nhất trí quyết định mở rộng giải đấu lên 32 đội, bao gồm tám bảng bốn đội.
Thành công đáng kinh ngạc của Giải vô địch bóng đá nữ thế giới năm nay [2019] tại Pháp cho thấy rất rõ rằng đây là thời điểm để tiếp tục động lực và thực hiện các bước cụ thể để thúc đẩy sự phát triển của bóng đá nữ. Tôi vui mừng khi thấy đề xuất này trở thành hiện thực.— Chủ tịch FIFA, Gianni Infantino.

Giải đấu mở đầu bằng một vòng bảng với 8 bảng 4 đội, 2 đội đứng đầu mỗi bảng tiến vào vòng đấu loại trực tiếp, bắt đầu với vòng 16 đội. Tổng số trận toàn giải tăng lên từ 52 lên 64. Giải đấu sao chép định dạng của FIFA World Cup được sử dụng từ năm 1998 đến 2022.

### Lịch thi đấu
Lịch thi đấu được FIFA công bố vào ngày 1 tháng 12 năm 2021, không tính thời gian bắt đầu. Trận khai mạc của giải đấu với đồng chủ nhà New Zealand, sẽ diễn ra vào ngày 20 tháng 7 năm 2023 tại Eden Park. Trong khi trận đấu khai mạc tại Úc, sẽ diễn ra cùng ngày tại Sân vận động Australia. Các lịch thi đấu vòng bảng sẽ được phân chia giữa các đồng chủ nhà với mỗi đội đăng cai là bốn nhóm. Trận tranh hạng ba sẽ được diễn ra tại Lang Park vào ngày 19 tháng 8 năm 2023, trong đó trận chung kết sẽ diễn ra tại Sân vận động Australia vào ngày 20 tháng 8 năm 2023.
Do cấu trúc của lịch thi đấu, Úc là đội duy nhất được xác nhận sẽ thi đấu tất cả các trận đấu của họ tại một quốc gia.
Các lịch thi đấu vòng bảng cho mỗi nhóm sẽ được phân bổ cho quốc gia chủ nhà sau:
- Bảng A, C, E, G: New Zealand (Auckland, Dunedin, Hamilton, Wellington)
- Bảng B, D, F, H: Úc (Adelaide, Brisbane, Melbourne, Perth, Sydney)

Thời gian bắt đầu trận chung kết được xác nhận vào ngày 24 tháng 10 năm 2022, 2 ngày sau lễ bốc thăm, nhằm "tối ưu hóa các chi tiết cụ thể của trận đấu vì lợi ích của những cầu thủ nữ hỗ trợ, các đội và truyền thông". Vào ngày 31 tháng 1 năm 2023, trận đấu giữa Úc và Cộng hòa Ireland xác nhận được chuyển từ Sân vận động bóng đá Sydney sang Sân vận động Olympic Sydney lớn hơn do nhu cầu mua vé tăng cao.
Một khoảnh khắc mặc niệm dự kiến sẽ diễn ra trước trận đấu để tưởng nhớ các nạn nhân của vụ xả súng hàng loạt xảy ra ở Khu Thương mại Trung tâm Auckland sớm hơn trong ngày.

### Tiền thưởng
Ban đầu, FIFA xác định tổng số tiền thưởng của giải đấu sẽ là 60 triệu USD, tăng gấp đôi so với mùa giải trước. Nhưng vào tháng 3 năm 2023, chủ tịch FIFA Gianni Infantino xác nhận tiền thưởng sẽ tăng thêm thành 110 triệu USD, lên gấp 3 lần so với giải đấu trước và bằng 1/3 số tiền thưởng tại World Cup 2022 trước đó.
Ngày 8 tháng 6 năm 2023, FIFA đã xác nhận số tiền thưởng được phân bổ dành cho mỗi đội. Ngoài ra, chủ tịch FIFA Gianni Infantino cũng cho biết mỗi cá nhân cầu thủ tham dự giải đấu sẽ nhận số tiền thưởng tùy theo thành tích. Tiền thưởng dành cho mỗi cầu thủ của mỗi đội được phân bổ như sau:
| Vị trí                  | Số đội tuyển | Số tiền (triệu USD) | Số tiền (triệu USD) | Số tiền (triệu USD) |
| Vị trí                  | Số đội tuyển | Mỗi đội             | Mỗi cầu thủ         | Tổng số             |
| ----------------------- | ------------ | ------------------- | ------------------- | ------------------- |
| Vô địch                 | 1            | $4,29               | $0,27               | $10,5               |
| Á quân                  | 1            | $3,015              | $0,195              | $7,5                |
| Hạng ba                 | 1            | $2,61               | $0,18               | $6,75               |
| Hạng tư                 | 1            | $2,455              | $0,165              | $6,25               |
| Hạng 5–8 (tứ kết)       | 4            | $2,18               | $0,09               | $17                 |
| Hạng 9–16 (vòng 16 đội) | 8            | $1,87               | $0,06               | $26                 |
| Hạng 17–32 (vòng bảng)  | 16           | $1,56               | $0,03               | $36                 |
| Tổng cộng               | 32           | $110                | $110                | $110                |

## Lựa chọn chủ nhà
Cuộc đấu thầu cho Giải vô địch bóng đá nữ thế giới 2023 đã bắt đầu vào ngày 19 tháng 2 năm 2019. Các hiệp hội thành viên quan tâm đến việc đăng cai giải đấu phải gửi tuyên bố quan tâm trước ngày 15 tháng 3 và cung cấp đăng ký đấu thầu hoàn chỉnh trước ngày 16 tháng 4 năm 2019. Tuy nhiên, FIFA đã sửa đổi lịch trình đấu thầu khi giải đấu mở rộng lên 32 đội vào ngày 31 tháng 7. Các hiệp hội thành viên khác quan tâm đến việc đăng cai tổ chức giải đấu hiện có đến ngày 16 tháng 8 phải gửi tuyên bố quan tâm, trong khi hạn chót cho việc hoàn thành đăng ký đấu thầu của các hiệp hội thành viên mới và xác nhận lại các nhà thầu trước đó là vào ngày 2 tháng 9.
Ban đầu, 9 quốc gia thể hiện sự quan tâm đến việc đăng cai tổ chức sự kiện: Argentina, Úc, Bolivia, Brazil, Colombia, Nhật Bản, Hàn Quốc (quan tâm đến việc tham gia đấu thầu chung với Triều Tiên), New Zealand và Nam Phi. Bỉ bày tỏ quan tâm đến việc đăng cai giải đấu theo đúng thời hạn mới nhưng sau đó đã bỏ ở Bolivia vào tháng 9 năm 2019. Úc và New Zealand sau đó đã thông báo rằng họ sẽ hợp nhất các hồ sơ dự thầu của mình trong một bản đệ trình chung. Brazil, Colombia và Nhật Bản đã tham gia cùng họ để gửi gói thầu cho FIFA trước ngày 13 tháng 12. Tuy nhiên, cả Brazil và Nhật Bản sau đó đều rút lại hồ sơ dự thầu vào tháng 6 năm 2020 trước cuộc bỏ phiếu cuối cùng.
Vào ngày 25 tháng 6 năm 2020, Úc và New Zealand đã giành quyền đăng cai Giải vô địch bóng đá nữ thế giới. Quyết định được đưa ra sau cuộc bỏ phiếu của Hội đồng FIFA, với những người trúng thầu thu được 22 phiếu bầu, trong khi Colombia được 13 phiếu. Không quốc gia nào trước đó đã tổ chức một giải đấu cấp cao của FIFA.
Đây sẽ là Giải vô địch bóng đá nữ thế giới đầu tiên được tổ chức ở nhiều quốc gia và là giải đấu World Cup thứ hai được tổ chức như vậy, sau FIFA World Cup 2002. Đây cũng là Giải vô địch bóng đá nữ thế giới đầu tiên được tổ chức ở bán cầu nam, giải đấu cấp cao đầu tiên của FIFA được tổ chức ở Châu Đại Dương và là giải đấu đầu tiên của FIFA được tổ chức trên nhiều liên đoàn (với Úc thuộc AFC và New Zealand thuộc OFC). Úc là hiệp hội thứ hai từ AFC tổ chức Giải vô địch bóng đá nữ thế giới, sau Trung Quốc ở cả 1991 và 2007.
| Úc · New Zealand    | 22 |
| Colombia            | 13 |
| Bình chọn lại       | 2  |
| Tổng cộng bình chọn | 35 |

## Các đội tham dự

### Vòng loại
Các liên đoàn của FIFA tổ chức trình độ của họ thông qua các giải vô địch châu lục, ngoại trừ UEFA tổ chức cuộc thi vòng loại của riêng họ. Úc và New Zealand, với tư cách là đồng chủ nhà, tự động đủ điều kiện cho giải đấu, khiến 207 hiệp hội thành viên FIFA còn lại tham gia vòng loại nếu họ chọn làm như vậy. Mặc dù Úc tự động đủ điều kiện tham dự Giải vô địch bóng đá nữ thế giới với tư cách đồng chủ nhà, họ đã tham dự Cúp bóng đá nữ châu Á. Tuy nhiên, New Zealand sẽ không tham dự Cúp bóng đá nữ châu Đại Dương vì họ đã đủ điều kiện với tư cách đồng chủ nhà. Hội đồng FIFA đã đình chỉ Liên đoàn bóng đá Tchad sau quyết định của chính phủ về việc thu hồi vĩnh viễn quyền hạn được giao cho FTFA. Rwanda rút lui trước trận lượt đi với lý do thiếu sự chuẩn bị do không có giải vô địch địa phương nào được tranh chấp kể từ năm 2018. Sudan ban đầu tham gia vòng loại nhưng sau đó rút lui với lý do lo ngại về an ninh sau cuộc đảo chính Sudan. Sau khi thất bại trong trận đấu lượt đi, CHDC Congo buộc phải rút lui khỏi vòng loại CAF. São Tomé và Príncipe ban đầu tham gia vòng loại nhưng đã rút khỏi nó trước trận đấu đầu tiên của họ. Kenya rút lui ở vòng hai của vòng loại khu vực châu Phi trước trận lượt đi. Việc tiếp quản một cách thù địch trụ sở Liên đoàn bóng đá Pakistan ở Lahore đã khiến Hội đồng FIFA đình chỉ liên đoàn. Triều Tiên rút lui khỏi vòng loại Asian Cup nữ do lo ngại về an toàn liên quan đến đại dịch COVID-19. Turkmenistan cũng rút lui khỏi vòng loại, với lý do hạn chế đi lại liên quan đến đại dịch. Iraq quyết định không tham gia. Afghanistan rút khỏi vòng loại vào cuối tháng 9 vì sự tham gia của đội nữ không chắc chắn do Taliban tiếp quản đất nước. Do đại dịch COVID-19 bùng nổ trong đội của họ, đội chủ nhà Asian Cup nữ, Ấn Độ đã rút khỏi giải. Samoa thuộc Mỹ đã chọn không tham gia vòng loại do tiếp tục gặp khó khăn liên quan đến đại dịch. Nga đã bị loại khỏi vòng loại World Cup nữ vì họ đã bị FIFA và UEFA cấm do Nga xâm lược Ukraina.
Việc phân bổ vị trí cho mỗi liên đoàn đã được Hội đồng FIFA xác nhận vào ngày 25 tháng 12 năm 2020:
- AFC (Châu Á): 6 suất
- CAF (Châu Phi): 4 suất
- CONCACAF (Bắc, Trung Mỹ và Caribe): 4 suất
- CONMEBOL (Nam Mỹ): 3 suất
- OFC (Châu Đại Dương): 1 suất
- UEFA (Châu Âu): 11 suất*
- Vòng play-off liên lục địa: 3 suất

(*) Các suất dành cho hai quốc gia đăng cai là Úc và New Zealand được lấy trực tiếp từ hạn ngạch phân bổ cho liên minh của họ, AFC và OFC tương ứng.
10 đội sẽ tham dự vòng play-off liên lục địa để quyết định 3 suất còn lại tại vòng chung kết bao gồm:
- AFC (Châu Á): 2 suất
- CAF (Châu Phi): 2 suất
- CONCACAF (Bắc, Trung Mỹ và Caribe): 2 suất
- CONMEBOL (Nam Mỹ): 2 suất
- OFC (Châu Đại Dương): 1 suất
- UEFA (Châu Âu): 1 suất

Có 32 quốc gia đã đủ điều kiện tham dự vòng chung kết, trong đó có 20 quốc gia đã tranh tài tại giải đấu trước đó vào năm 2019. Bồ Đào Nha, Haiti, Maroc, Philippines, Việt Nam, Zambia, Cộng hòa Ireland và Cộng hòa Panama sẽ có lần đầu tiên dự Giải vô địch bóng đá nữ thế giới. Haiti, Việt Nam và Bồ Đào Nha trở thành lần đầu tiên góp mặt giải đấu FIFA dành cho nữ của các quốc gia, trước đó chỉ tham dự một số giải đấu bóng đá nam của FIFA. Zambia đã làm nên lịch sử với tư cách là quốc gia không giáp biển đầu tiên ở châu Phi đủ điều kiện tham dự World Cup ở cả hai giới, trong khi Maroc trở thành quốc gia Ả Rập đầu tiên giành quyền tham dự World Cup dành cho nữ. Cộng hòa Ireland và Philippines đánh dấu lần đầu tiên họ tham dự bất kỳ giải đấu cấp cao nào dành cho nữ. Đan Mạch sẽ trở lại Giải vô địch bóng đá nữ thế giới kể từ năm 2007. Costa Rica, Colombia và Thụy Sĩ sẽ trở lại sau khi vắng bóng tại Giải vô địch bóng đá nữ thế giới 2019. Ý lần đầu tiên trong lịch sử giành quyền tham dự hai kỳ World Cup liên tiếp, sau ba lần xuất hiện lẻ tẻ vào các năm 1991, 1999 và 2019.
Thái Lan, Cameroon, Chile và Scotland, tất cả đều giành quyền tham dự Giải vô địch bóng đá nữ thế giới 2019 mà không vượt qua vòng loại để tham dự giải đấu năm 2023. Iceland là đội có xếp hạng cao nhất trong Bảng xếp hạng bóng đá nữ FIFA không vượt qua được vòng loại, xếp thứ 16 vào thời điểm đó. Zambia là đội có xếp hạng thấp nhất vượt qua vòng loại, xếp thứ 81 vào thời điểm đó.

Đội tuyển vượt qua vòng loại
Đội tuyển không vượt qua vòng loại
Đội tuyển bỏ cuộc hoặc bị cấm thi đấu
Không tham dự hoặc không phải là thành viên FIFA

| AFC (6) - Úc (chủ nhà) - Trung Quốc - Nhật Bản - Hàn Quốc - Philippines (lần đầu) - Việt Nam (lần đầu) CAF (4) - Maroc (lần đầu) - Nigeria - Nam Phi - Zambia (lần đầu) | CONCACAF (6) - Canada - Costa Rica - Haiti (lần đầu) - Jamaica - Panama (lần đầu) - Hoa Kỳ CONMEBOL (3) - Argentina - Brasil - Colombia OFC (1) - New Zealand (chủ nhà) | UEFA (12) - Đan Mạch - Anh - Tây Ban Nha - Pháp - Đức - Cộng hòa Ireland (lần đầu) - Ý - Hà Lan - Na Uy - Bồ Đào Nha (lần đầu) - Thụy Sĩ - Thụy Điển |  |

### Bốc thăm
Lễ bốc thăm diễn ra tại Trung tâm Aotea ở Auckland, (New Zealand) vào lúc 19:30 NZDT (UTC+13) (13:30 theo giờ Việt Nam), ngày 22 tháng 10 năm 2022, trước khi hoàn thành vòng loại. Những đội thắng trận play-off liên lục địa sẽ không được xác định tại thời điểm bốc thăm.
Tuyển thủ Mỹ đã nghỉ hưu và từng 2 lần vô địch World Cup nữ Carli Lloyd và người dẫn chương trình thể thao quốc tế của CNN Amanda Davies đã tiến hành lễ bốc thăm. Mỗi liên đoàn có một cầu thủ quốc tế đã nghỉ hưu đại diện cho họ làm trợ lý bốc thăm: Maia Jackman của New Zealand cho OFC và Julie Dolan của Úc cho AFC cùng với các cầu thủ nam Ian Wright của Anh cho UEFA, Alexi Lalas của Hoa Kỳ cho CONCACAF, Geremi của Cameroon cho CAF và người vô địch World Cup 2002 Gilberto Silva của Brasil cho CONMEBOL. Người giành huy chương vàng Thế vận hội trượt tuyết Zoi Sadowski-Synnottcủa New Zealand và vận động viên giành huy chương vàng Olympic bơi lội 4 lần Cate Campbell của Úc cũng góp mặt trong bốc thăm.
Để bốc thăm, 32 đội sẽ được phân bổ vào 4 hạt giống dựa trên bảng xếp hạng bóng đá nữ FIFA vào ngày 13 tháng 10 năm 2022. Hạt giống số 1 sẽ có cả hai đội với tư cách đồng chủ nhà là New Zealand và Úc (cả hai đều tự động được xếp vào vị trí A1 và B1, tương ứng) cùng với sáu đội xuất sắc nhất. Hạt giống số 2 sẽ chứa 8 đội tốt nhất tiếp theo, với 8 đội tốt nhất tiếp theo được phân bổ vào hạt giống sau (hạt giống số 3). Hạt giống số 4 sẽ chứa các đội có thứ hạng thấp nhất, cùng với các phần giữ chỗ cho ba đội thắng trận play-off liên lục địa. Ngoại trừ UEFA, các đội từ cùng một liên đoàn không được bốc thăm vào cùng một bảng. Tuy nhiên, vì mỗi bảng đấu play-off liên lục địa sẽ chứa nhiều liên đoàn và đội chiến thắng không được xác định vào thời điểm đó, đội giữ chỗ có thể cung cấp một bảng có hai đội từ cùng một liên đoàn (trừ liên đoàn của đội được xếp hạt giống). Riêng bảng đấu play-off có đội thuộc UEFA (Bồ Đào Nha) không được bốc thăm vào cùng bảng có hai đội UEFA. Việc bốc thăm sẽ bắt đầu với nhóm hạt giống số 1 và kết thúc với nhóm hạt giống số 4, với đội được chọn sẽ được phân bổ vào hạt giống có sẵn đầu tiên theo thứ tự bảng chữ cái. Các đội hạt giống số 1 sẽ tự động được bốc thăm vào vị trí 1 của mỗi hạt giống, các vị trí sau sẽ được rút ra cho các hạt giống còn lại.
| Nhóm 1 | Nhóm 2 | Nhóm 3 | Nhóm 4 |
| --- | --- | --- | --- |
| New Zealand (22) (chủ nhà) · Úc (13) (chủ nhà) · Hoa Kỳ (1) · Thụy Điển (2) · Đức (3) · Anh (4) · Pháp (5) · Tây Ban Nha (6) · | Canada (7) · Hà Lan (8) · Brasil (9) · Nhật Bản (11) · Na Uy (12) · Ý (14) · Trung Quốc (15) · Hàn Quốc (17) · | Đan Mạch (18) · Thụy Sĩ (21) · Cộng hòa Ireland (24) · Colombia (27) · Argentina (29) · Việt Nam (34) · Costa Rica (37) · Jamaica (43) · | Nigeria (45) · Philippines (53) · Nam Phi (54) · Maroc (76) · Zambia (81) · Bồ Đào Nha (23) · Haiti (56) · Panama (57) |

- Ghi chú

1. ↑  CHDCND Triều Tiên xếp thứ 10 bảng xếp hạng, rút lui khỏi vòng loại
2. ↑  Đội thắng play-off Bảng A, đội không được xác định tại thời điểm bốc thăm.
3. ↑  Đội thắng play-off Bảng B, đội không được xác định tại thời điểm bốc thăm.
4. ↑  Đội thắng play-off Bảng C, đội không được xác định tại thời điểm bốc thăm.

### Đội hình
Mỗi đội phải cung cấp cho FIFA một đội hình sơ bộ từ 35 đến 55 cầu thủ, đội hình này sẽ không được FIFA công bố. Từ đội hình sơ bộ, mỗi đội phải điền tên vào kết quả đội hình gồm 23 cầu thủ (trong đó có 3 thủ môn) trước ngày 9 tháng 7 năm 2023. Các cầu thủ khác trong kết quả đội hình có thể được thay thế bằng một cầu thủ trong đội hình sơ bộ do chấn thương hoặc bệnh nặng tối đa 24 giờ trước khi bắt đầu trận đấu đầu tiên của đội.

## Địa điểm
Úc và New Zealand đã đề xuất 13 địa điểm có thể có trên 12 thành phố đăng cai tổ chức giải đấu trong sổ thầu được đệ trình lên FIFA, đề xuất sử dụng tối thiểu 10 sân vận động — 5 sân vận động ở mỗi quốc gia. Đề xuất ban đầu của đấu thầu chung sẽ cho thấy các địa điểm được chia thành ba vùng du lịch chính: vùng phía Nam Úc chứa Perth, Adelaide, Launceston và Melbourne, vùng phía Đông Úc bao gồm Brisbane, Newcastle, Sydney, Melbourne và Launceston và vùng New Zealand chứa Auckland, Hamilton, Wellington, Christchurch và Dunedin. Sân vận động bóng đá Sydney (Úc) là sân vận động mới duy nhất trong cuộc đấu thầu đang được cải tạo lớn thay thế sân vận động bóng đá cũ trên cùng địa điểm.
Đánh giá đấu thầu được FIFA phát hành vào ngày 10 tháng 6 năm 2020, trong đó lưu ý rằng phần lớn các sân vận động được liệt kê trong hồ sơ dự thầu đáp ứng các yêu cầu đăng cai của FIFA về sức chứa, ngoại trừ Adelaide và Auckland không đáp ứng yêu cầu tối thiểu về sức chứa cho các giai đoạn của cạnh tranh được đề xuất cho. Hầu hết các sân vận động được giới thiệu trong cuộc đấu thầu, được lên kế hoạch cải tạo nhỏ với hệ thống đèn pha mới, cải tạo sân và phòng thay đồ phân biệt giới tính để kịp thời gian diễn ra giải đấu.
Vào ngày 31 tháng 3 năm 2021, FIFA đã công bố các lựa chọn địa điểm và thành phố đăng cai cuối cùng. Năm thành phố và sáu sân vận động sẽ được sử dụng ở Úc, cùng bốn thành phố và sân vận động ở New Zealand. Từ các địa điểm được đề xuất, Newcastle và Launceston đã không được chọn ở Úc, và Christchurch đã bị bỏ qua ở New Zealand. Eden Park ở Auckland sẽ tổ chức trận khai mạc, còn Sân vận động Australia ở Sydney sẽ tổ chức trận chung kết World Cup nữ 2023. Các thành phố sẽ đồng thời sử dụng tên bản ngữ (Thổ ngữ Úc và tiếng Māori ở New Zealand) song song với tiếng Anh trong quá trình quảng bá giải nhằm "hòa giải và tôn trọng những chủ nhân chính gốc của vùng đất này".
Eden Park, Auckland và sân vận động bóng đá Sydney, Sydney sẽ tổ chức các trận khai mạc (vòng bảng), sẽ thi đấu từ ngày 20 tháng 7 năm 2023 đến ngày 3 tháng 8 năm 2023. Lang Park, Brisbane và Sân vận động Australia, Sydney sẽ tổ chức trận tranh hạng ba và trận chung kết. sẽ được tổ chức lần lượt vào ngày 19 và 20 tháng 8 năm 2023.
| Úc                                                                | Úc                                                                | Úc                                                                | New Zealand                                                             | New Zealand                                                             |                                                                         |
| Sydney                                                            | Sydney                                                            | Brisbane                                                          | Auckland                                                                | Wellington                                                              |                                                                         |
| ----------------------------------------------------------------- | ----------------------------------------------------------------- | ----------------------------------------------------------------- | ----------------------------------------------------------------------- | ----------------------------------------------------------------------- | ----------------------------------------------------------------------- |
| Sân vận động Australia                                            | Sân vận động bóng đá Sydney                                       | Lang Park                                                         | Eden Park                                                               | Sân vận động Khu vực Wellington                                         |                                                                         |
| Sức chứa: 83.500                                                  | Sức chứa: 42.512                                                  | Sức chứa: 52.263                                                  | Sức chứa: 48.276                                                        | Sức chứa: 39.000                                                        |                                                                         |
|                                                                   |                                                                   |                                                                   |                                                                         |                                                                         |                                                                         |
| Các thành phố chủ nhà của Úc PerthMelbourneSydneyBrisbaneAdelaide | Các thành phố chủ nhà của Úc PerthMelbourneSydneyBrisbaneAdelaide | Các thành phố chủ nhà của Úc PerthMelbourneSydneyBrisbaneAdelaide | Các thành phố chủ nhà của New Zealand AucklandDunedinHamiltonWellington | Các thành phố chủ nhà của New Zealand AucklandDunedinHamiltonWellington | Các thành phố chủ nhà của New Zealand AucklandDunedinHamiltonWellington |
| Melbourne                                                         | Perth                                                             | Adelaide                                                          | Dunedin                                                                 | Hamilton                                                                |                                                                         |
| Sân vận động Melbourne Rectangular                                | Sân vận động Perth Rectangular                                    | Sân vận động Hindmarsh                                            | Sân vận động Forsyth Barr                                               | Sân vận động Waikato                                                    |                                                                         |
| Sức chứa: 30.052                                                  | Sức chứa: 22.225                                                  | Sức chứa: 16.500 (có thể mở rộng lên 18.435)                      | Sức chứa: 28.744                                                        | Sức chứa: 25.111                                                        |                                                                         |
|                                                                   |                                                                   |                                                                   |                                                                         |                                                                         |                                                                         |

Trại đóng quân 
Các trại căn cứ sẽ được 32 đội tuyển quốc gia sử dụng để ở và huấn luyện trước và trong giải đấu World Cup nữ. FIFA đã công bố các khách sạn và địa điểm tập luyện cho 29 đội tham dự vào ngày 11 tháng 12 năm 2022, với 3 đội còn lại chọn trại đóng quân của họ sau vòng loại giải đấu play-off.

## Trọng tài
Tháng 1 năm 2023, Ủy ban trọng tài FIFA công bố danh sách 33 trọng tài, 55 trợ lý trọng tài và 19 trợ lý trọng tài video cho giải đấu.
Lần đầu tiên tại Giải vô địch bóng đá nữ thế giới, 6 nữ trợ lý trọng tài video cũng được bổ nhiệm.
| Danh sách trọng tài | Danh sách trọng tài                 | Danh sách trọng tài | Danh sách trọng tài |
| Liên đoàn           | Trọng tài                           | Trợ lý trọng tài | Trợ lý trọng tài video |
| ------------------- | ----------------------------------- | --- | --- |
| AFC                 | Kate Jacewicz (Úc)                  | Mohammadreza Abolfazli (Iran) Bozono Makoto (Nhật Bản) Joanna Charaktis (Úc) Kim Kyoung-min (Hàn Quốc) Lee Seul-gi (Hàn Quốc) Park Misuk (Hàn Quốc) Heba Saadia (Palestine) Teshirogi Naomi (Nhật Bản) Ramina Tsoi (Kyrgyzstan) Xie Lijun (Trung Quốc) | Abdulla Al-Marri (Qatar) Chris Beath (Úc) Muhammad Taqi (Singapore) |
| AFC                 | Kim Yu-jeong (Hàn Quốc)             | Mohammadreza Abolfazli (Iran) Bozono Makoto (Nhật Bản) Joanna Charaktis (Úc) Kim Kyoung-min (Hàn Quốc) Lee Seul-gi (Hàn Quốc) Park Misuk (Hàn Quốc) Heba Saadia (Palestine) Teshirogi Naomi (Nhật Bản) Ramina Tsoi (Kyrgyzstan) Xie Lijun (Trung Quốc) | Abdulla Al-Marri (Qatar) Chris Beath (Úc) Muhammad Taqi (Singapore) |
| AFC                 | Oh Hyeon-jeong (Hàn Quốc)           | Mohammadreza Abolfazli (Iran) Bozono Makoto (Nhật Bản) Joanna Charaktis (Úc) Kim Kyoung-min (Hàn Quốc) Lee Seul-gi (Hàn Quốc) Park Misuk (Hàn Quốc) Heba Saadia (Palestine) Teshirogi Naomi (Nhật Bản) Ramina Tsoi (Kyrgyzstan) Xie Lijun (Trung Quốc) | Abdulla Al-Marri (Qatar) Chris Beath (Úc) Muhammad Taqi (Singapore) |
| AFC                 | Casey Reibelt (Úc)                  | Mohammadreza Abolfazli (Iran) Bozono Makoto (Nhật Bản) Joanna Charaktis (Úc) Kim Kyoung-min (Hàn Quốc) Lee Seul-gi (Hàn Quốc) Park Misuk (Hàn Quốc) Heba Saadia (Palestine) Teshirogi Naomi (Nhật Bản) Ramina Tsoi (Kyrgyzstan) Xie Lijun (Trung Quốc) | Abdulla Al-Marri (Qatar) Chris Beath (Úc) Muhammad Taqi (Singapore) |
| AFC                 | Yoshimi Yamashita (Nhật Bản)        | Mohammadreza Abolfazli (Iran) Bozono Makoto (Nhật Bản) Joanna Charaktis (Úc) Kim Kyoung-min (Hàn Quốc) Lee Seul-gi (Hàn Quốc) Park Misuk (Hàn Quốc) Heba Saadia (Palestine) Teshirogi Naomi (Nhật Bản) Ramina Tsoi (Kyrgyzstan) Xie Lijun (Trung Quốc) | Abdulla Al-Marri (Qatar) Chris Beath (Úc) Muhammad Taqi (Singapore) |
| CAF                 | Vincentia Amedome (Togo)            | Carine Atezambong Fomo (Cameroon) Diana Chikotesha (Zambia) Soukaina Hamdi (Maroc) Fatiha Jermoumi (Maroc) Fanta Kone (Mali) Mary Njoroge (Kenya) Queency Victoire (Mauritius) | |
| CAF                 | Bouchra Karboubi (Maroc)            | Carine Atezambong Fomo (Cameroon) Diana Chikotesha (Zambia) Soukaina Hamdi (Maroc) Fatiha Jermoumi (Maroc) Fanta Kone (Mali) Mary Njoroge (Kenya) Queency Victoire (Mauritius) | |
| CAF                 | Akhona Makalima (Nam Phi)           | Carine Atezambong Fomo (Cameroon) Diana Chikotesha (Zambia) Soukaina Hamdi (Maroc) Fatiha Jermoumi (Maroc) Fanta Kone (Mali) Mary Njoroge (Kenya) Queency Victoire (Mauritius) | |
| CAF                 | Salima Mukansanga (Rwanda)          | Carine Atezambong Fomo (Cameroon) Diana Chikotesha (Zambia) Soukaina Hamdi (Maroc) Fatiha Jermoumi (Maroc) Fanta Kone (Mali) Mary Njoroge (Kenya) Queency Victoire (Mauritius) | |
| CONCACAF            | Marianela Araya (Costa Rica)        | Chantal Boudreau (Canada) Enedina Caudillo (Mexico) Karen Diaz Medína (Mexico) Felisha Mariscal (Hoa Kỳ) Brooke Mayo (Hoa Kỳ) Kathryn Nesbitt (Hoa Kỳ) Shirley Perello (Honduras) Sandra Ramirez (Mexico) Mijensa Rensch (Suriname) Stephanie Yee Sing (Jamaica) | Carol Anne Chenard (Canada) Drew Fischer (Canada) Tatiana Guzman (Nicaragua) Armando Villarreal (Hoa Kỳ)                                                                                     |
| CONCACAF            | Marie-Soleil Beaudoin (Canada)      | Chantal Boudreau (Canada) Enedina Caudillo (Mexico) Karen Diaz Medína (Mexico) Felisha Mariscal (Hoa Kỳ) Brooke Mayo (Hoa Kỳ) Kathryn Nesbitt (Hoa Kỳ) Shirley Perello (Honduras) Sandra Ramirez (Mexico) Mijensa Rensch (Suriname) Stephanie Yee Sing (Jamaica) | Carol Anne Chenard (Canada) Drew Fischer (Canada) Tatiana Guzman (Nicaragua) Armando Villarreal (Hoa Kỳ)                                                                                     |
| CONCACAF            | Melissa Borjas (Honduras)           | Chantal Boudreau (Canada) Enedina Caudillo (Mexico) Karen Diaz Medína (Mexico) Felisha Mariscal (Hoa Kỳ) Brooke Mayo (Hoa Kỳ) Kathryn Nesbitt (Hoa Kỳ) Shirley Perello (Honduras) Sandra Ramirez (Mexico) Mijensa Rensch (Suriname) Stephanie Yee Sing (Jamaica) | Carol Anne Chenard (Canada) Drew Fischer (Canada) Tatiana Guzman (Nicaragua) Armando Villarreal (Hoa Kỳ)                                                                                     |
| CONCACAF            | Katia García (Mexico)               | Chantal Boudreau (Canada) Enedina Caudillo (Mexico) Karen Diaz Medína (Mexico) Felisha Mariscal (Hoa Kỳ) Brooke Mayo (Hoa Kỳ) Kathryn Nesbitt (Hoa Kỳ) Shirley Perello (Honduras) Sandra Ramirez (Mexico) Mijensa Rensch (Suriname) Stephanie Yee Sing (Jamaica) | Carol Anne Chenard (Canada) Drew Fischer (Canada) Tatiana Guzman (Nicaragua) Armando Villarreal (Hoa Kỳ)                                                                                     |
| CONCACAF            | Katja Koroleva (Hoa Kỳ)             | Chantal Boudreau (Canada) Enedina Caudillo (Mexico) Karen Diaz Medína (Mexico) Felisha Mariscal (Hoa Kỳ) Brooke Mayo (Hoa Kỳ) Kathryn Nesbitt (Hoa Kỳ) Shirley Perello (Honduras) Sandra Ramirez (Mexico) Mijensa Rensch (Suriname) Stephanie Yee Sing (Jamaica) | Carol Anne Chenard (Canada) Drew Fischer (Canada) Tatiana Guzman (Nicaragua) Armando Villarreal (Hoa Kỳ)                                                                                     |
| CONCACAF            | Myriam Marcotte (Canada)            | Chantal Boudreau (Canada) Enedina Caudillo (Mexico) Karen Diaz Medína (Mexico) Felisha Mariscal (Hoa Kỳ) Brooke Mayo (Hoa Kỳ) Kathryn Nesbitt (Hoa Kỳ) Shirley Perello (Honduras) Sandra Ramirez (Mexico) Mijensa Rensch (Suriname) Stephanie Yee Sing (Jamaica) | Carol Anne Chenard (Canada) Drew Fischer (Canada) Tatiana Guzman (Nicaragua) Armando Villarreal (Hoa Kỳ)                                                                                     |
| CONCACAF            | Tori Penso (Hoa Kỳ)                 | Chantal Boudreau (Canada) Enedina Caudillo (Mexico) Karen Diaz Medína (Mexico) Felisha Mariscal (Hoa Kỳ) Brooke Mayo (Hoa Kỳ) Kathryn Nesbitt (Hoa Kỳ) Shirley Perello (Honduras) Sandra Ramirez (Mexico) Mijensa Rensch (Suriname) Stephanie Yee Sing (Jamaica) | Carol Anne Chenard (Canada) Drew Fischer (Canada) Tatiana Guzman (Nicaragua) Armando Villarreal (Hoa Kỳ)                                                                                     |
| CONMEBOL            | Edina Alves Batista (Brasil)        | Monica Amboya (Ecuador) Neuza Back (Brasil) Mary Blanco Bolívar (Colombia) Mariana de Almeida (Argentina) Daiana Milone (Argentina) Leila Moreira da Cruz (Brasil) Migdalia Rodríguez Chirino (Venezuela) Loreto Toloza (Chile) Leslie Vásquez (Chile) | Salomé Di Iorio (Argentina) Nicolás Gallo (Colombia) Daiane Muniz dos Santos (Brasil) Juan Soto (Venezuela)                                                                                  |
| CONMEBOL            | Emikar Calderas Barrera (Venezuela) | Monica Amboya (Ecuador) Neuza Back (Brasil) Mary Blanco Bolívar (Colombia) Mariana de Almeida (Argentina) Daiana Milone (Argentina) Leila Moreira da Cruz (Brasil) Migdalia Rodríguez Chirino (Venezuela) Loreto Toloza (Chile) Leslie Vásquez (Chile) | Salomé Di Iorio (Argentina) Nicolás Gallo (Colombia) Daiane Muniz dos Santos (Brasil) Juan Soto (Venezuela)                                                                                  |
| CONMEBOL            | María Carvajal (Chile)              | Monica Amboya (Ecuador) Neuza Back (Brasil) Mary Blanco Bolívar (Colombia) Mariana de Almeida (Argentina) Daiana Milone (Argentina) Leila Moreira da Cruz (Brasil) Migdalia Rodríguez Chirino (Venezuela) Loreto Toloza (Chile) Leslie Vásquez (Chile) | Salomé Di Iorio (Argentina) Nicolás Gallo (Colombia) Daiane Muniz dos Santos (Brasil) Juan Soto (Venezuela)                                                                                  |
| CONMEBOL            | Anahi Fernandez (Uruguay)           | Monica Amboya (Ecuador) Neuza Back (Brasil) Mary Blanco Bolívar (Colombia) Mariana de Almeida (Argentina) Daiana Milone (Argentina) Leila Moreira da Cruz (Brasil) Migdalia Rodríguez Chirino (Venezuela) Loreto Toloza (Chile) Leslie Vásquez (Chile) | Salomé Di Iorio (Argentina) Nicolás Gallo (Colombia) Daiane Muniz dos Santos (Brasil) Juan Soto (Venezuela)                                                                                  |
| CONMEBOL            | Laura Fortunato (Argentina)         | Monica Amboya (Ecuador) Neuza Back (Brasil) Mary Blanco Bolívar (Colombia) Mariana de Almeida (Argentina) Daiana Milone (Argentina) Leila Moreira da Cruz (Brasil) Migdalia Rodríguez Chirino (Venezuela) Loreto Toloza (Chile) Leslie Vásquez (Chile) | Salomé Di Iorio (Argentina) Nicolás Gallo (Colombia) Daiane Muniz dos Santos (Brasil) Juan Soto (Venezuela)                                                                                  |
| OFC                 | Anna-Marie Keighley (New Zealand)   | Sarah Jones (New Zealand) Maria Salamasina (Samoa) | |
| UEFA                | Iuliana Demetrescu (Romania)        | Natalie Aspinall (Anh) Paulina Baranowska (Ba Lan) Élodie Coppola (Pháp) Francesca Di Monte (Ý) Polyxeni Irodotou (Síp) Karolin Kaivoja (Estonia) Chrysoula Kourompylia (Hy Lạp) Susanne Küng (Thụy Sĩ) Manuela Nicolosi (Pháp) Michelle O'Neill (Ireland) Franca Overtoom (Hà Lan) Guadalupe Porras Ayuso (Tây Ban Nha) Katrin Rafalski (Đức) Lucie Ratajová (Cộng hòa Séc) Sanja Rođak-Karšić (Croatia) Maryna Striletska (Ukraina) Mihaela Tepusa (Romania) Anita Vad (Hungary) | Ella De Vries (Bỉ) Marco Fritz (Đức) Alejandro Hernández Hernández (Tây Ban Nha) Massimiliano Irrati (Ý) Juan Martínez Munuera (Tây Ban Nha) Sian Massey-Ellis (Anh) Pol van Boekel (Hà Lan) |
| UEFA                | Maria Sole Ferrieri Caputi (Ý)      | Natalie Aspinall (Anh) Paulina Baranowska (Ba Lan) Élodie Coppola (Pháp) Francesca Di Monte (Ý) Polyxeni Irodotou (Síp) Karolin Kaivoja (Estonia) Chrysoula Kourompylia (Hy Lạp) Susanne Küng (Thụy Sĩ) Manuela Nicolosi (Pháp) Michelle O'Neill (Ireland) Franca Overtoom (Hà Lan) Guadalupe Porras Ayuso (Tây Ban Nha) Katrin Rafalski (Đức) Lucie Ratajová (Cộng hòa Séc) Sanja Rođak-Karšić (Croatia) Maryna Striletska (Ukraina) Mihaela Tepusa (Romania) Anita Vad (Hungary) | Ella De Vries (Bỉ) Marco Fritz (Đức) Alejandro Hernández Hernández (Tây Ban Nha) Massimiliano Irrati (Ý) Juan Martínez Munuera (Tây Ban Nha) Sian Massey-Ellis (Anh) Pol van Boekel (Hà Lan) |
| UEFA                | Cheryl Foster (Wales)               | Natalie Aspinall (Anh) Paulina Baranowska (Ba Lan) Élodie Coppola (Pháp) Francesca Di Monte (Ý) Polyxeni Irodotou (Síp) Karolin Kaivoja (Estonia) Chrysoula Kourompylia (Hy Lạp) Susanne Küng (Thụy Sĩ) Manuela Nicolosi (Pháp) Michelle O'Neill (Ireland) Franca Overtoom (Hà Lan) Guadalupe Porras Ayuso (Tây Ban Nha) Katrin Rafalski (Đức) Lucie Ratajová (Cộng hòa Séc) Sanja Rođak-Karšić (Croatia) Maryna Striletska (Ukraina) Mihaela Tepusa (Romania) Anita Vad (Hungary) | Ella De Vries (Bỉ) Marco Fritz (Đức) Alejandro Hernández Hernández (Tây Ban Nha) Massimiliano Irrati (Ý) Juan Martínez Munuera (Tây Ban Nha) Sian Massey-Ellis (Anh) Pol van Boekel (Hà Lan) |
| UEFA                | Stéphanie Frappart (Pháp)           | Natalie Aspinall (Anh) Paulina Baranowska (Ba Lan) Élodie Coppola (Pháp) Francesca Di Monte (Ý) Polyxeni Irodotou (Síp) Karolin Kaivoja (Estonia) Chrysoula Kourompylia (Hy Lạp) Susanne Küng (Thụy Sĩ) Manuela Nicolosi (Pháp) Michelle O'Neill (Ireland) Franca Overtoom (Hà Lan) Guadalupe Porras Ayuso (Tây Ban Nha) Katrin Rafalski (Đức) Lucie Ratajová (Cộng hòa Séc) Sanja Rođak-Karšić (Croatia) Maryna Striletska (Ukraina) Mihaela Tepusa (Romania) Anita Vad (Hungary) | Ella De Vries (Bỉ) Marco Fritz (Đức) Alejandro Hernández Hernández (Tây Ban Nha) Massimiliano Irrati (Ý) Juan Martínez Munuera (Tây Ban Nha) Sian Massey-Ellis (Anh) Pol van Boekel (Hà Lan) |
| UEFA                | Marta Huerta de Aza (Tây Ban Nha)   | Natalie Aspinall (Anh) Paulina Baranowska (Ba Lan) Élodie Coppola (Pháp) Francesca Di Monte (Ý) Polyxeni Irodotou (Síp) Karolin Kaivoja (Estonia) Chrysoula Kourompylia (Hy Lạp) Susanne Küng (Thụy Sĩ) Manuela Nicolosi (Pháp) Michelle O'Neill (Ireland) Franca Overtoom (Hà Lan) Guadalupe Porras Ayuso (Tây Ban Nha) Katrin Rafalski (Đức) Lucie Ratajová (Cộng hòa Séc) Sanja Rođak-Karšić (Croatia) Maryna Striletska (Ukraina) Mihaela Tepusa (Romania) Anita Vad (Hungary) | Ella De Vries (Bỉ) Marco Fritz (Đức) Alejandro Hernández Hernández (Tây Ban Nha) Massimiliano Irrati (Ý) Juan Martínez Munuera (Tây Ban Nha) Sian Massey-Ellis (Anh) Pol van Boekel (Hà Lan) |
| UEFA                | Lina Lehtovaara (Phần Lan)          | Natalie Aspinall (Anh) Paulina Baranowska (Ba Lan) Élodie Coppola (Pháp) Francesca Di Monte (Ý) Polyxeni Irodotou (Síp) Karolin Kaivoja (Estonia) Chrysoula Kourompylia (Hy Lạp) Susanne Küng (Thụy Sĩ) Manuela Nicolosi (Pháp) Michelle O'Neill (Ireland) Franca Overtoom (Hà Lan) Guadalupe Porras Ayuso (Tây Ban Nha) Katrin Rafalski (Đức) Lucie Ratajová (Cộng hòa Séc) Sanja Rođak-Karšić (Croatia) Maryna Striletska (Ukraina) Mihaela Tepusa (Romania) Anita Vad (Hungary) | Ella De Vries (Bỉ) Marco Fritz (Đức) Alejandro Hernández Hernández (Tây Ban Nha) Massimiliano Irrati (Ý) Juan Martínez Munuera (Tây Ban Nha) Sian Massey-Ellis (Anh) Pol van Boekel (Hà Lan) |
| UEFA                | Ivana Martinčić (Croatia)           | Natalie Aspinall (Anh) Paulina Baranowska (Ba Lan) Élodie Coppola (Pháp) Francesca Di Monte (Ý) Polyxeni Irodotou (Síp) Karolin Kaivoja (Estonia) Chrysoula Kourompylia (Hy Lạp) Susanne Küng (Thụy Sĩ) Manuela Nicolosi (Pháp) Michelle O'Neill (Ireland) Franca Overtoom (Hà Lan) Guadalupe Porras Ayuso (Tây Ban Nha) Katrin Rafalski (Đức) Lucie Ratajová (Cộng hòa Séc) Sanja Rođak-Karšić (Croatia) Maryna Striletska (Ukraina) Mihaela Tepusa (Romania) Anita Vad (Hungary) | Ella De Vries (Bỉ) Marco Fritz (Đức) Alejandro Hernández Hernández (Tây Ban Nha) Massimiliano Irrati (Ý) Juan Martínez Munuera (Tây Ban Nha) Sian Massey-Ellis (Anh) Pol van Boekel (Hà Lan) |
| UEFA                | Kateryna Monzul (Ukraina)           | Natalie Aspinall (Anh) Paulina Baranowska (Ba Lan) Élodie Coppola (Pháp) Francesca Di Monte (Ý) Polyxeni Irodotou (Síp) Karolin Kaivoja (Estonia) Chrysoula Kourompylia (Hy Lạp) Susanne Küng (Thụy Sĩ) Manuela Nicolosi (Pháp) Michelle O'Neill (Ireland) Franca Overtoom (Hà Lan) Guadalupe Porras Ayuso (Tây Ban Nha) Katrin Rafalski (Đức) Lucie Ratajová (Cộng hòa Séc) Sanja Rođak-Karšić (Croatia) Maryna Striletska (Ukraina) Mihaela Tepusa (Romania) Anita Vad (Hungary) | Ella De Vries (Bỉ) Marco Fritz (Đức) Alejandro Hernández Hernández (Tây Ban Nha) Massimiliano Irrati (Ý) Juan Martínez Munuera (Tây Ban Nha) Sian Massey-Ellis (Anh) Pol van Boekel (Hà Lan) |
| UEFA                | Tess Olofsson (Thụy Điển)           | Natalie Aspinall (Anh) Paulina Baranowska (Ba Lan) Élodie Coppola (Pháp) Francesca Di Monte (Ý) Polyxeni Irodotou (Síp) Karolin Kaivoja (Estonia) Chrysoula Kourompylia (Hy Lạp) Susanne Küng (Thụy Sĩ) Manuela Nicolosi (Pháp) Michelle O'Neill (Ireland) Franca Overtoom (Hà Lan) Guadalupe Porras Ayuso (Tây Ban Nha) Katrin Rafalski (Đức) Lucie Ratajová (Cộng hòa Séc) Sanja Rođak-Karšić (Croatia) Maryna Striletska (Ukraina) Mihaela Tepusa (Romania) Anita Vad (Hungary) | Ella De Vries (Bỉ) Marco Fritz (Đức) Alejandro Hernández Hernández (Tây Ban Nha) Massimiliano Irrati (Ý) Juan Martínez Munuera (Tây Ban Nha) Sian Massey-Ellis (Anh) Pol van Boekel (Hà Lan) |
| UEFA                | Esther Staubli (Thụy Sĩ)            | Natalie Aspinall (Anh) Paulina Baranowska (Ba Lan) Élodie Coppola (Pháp) Francesca Di Monte (Ý) Polyxeni Irodotou (Síp) Karolin Kaivoja (Estonia) Chrysoula Kourompylia (Hy Lạp) Susanne Küng (Thụy Sĩ) Manuela Nicolosi (Pháp) Michelle O'Neill (Ireland) Franca Overtoom (Hà Lan) Guadalupe Porras Ayuso (Tây Ban Nha) Katrin Rafalski (Đức) Lucie Ratajová (Cộng hòa Séc) Sanja Rođak-Karšić (Croatia) Maryna Striletska (Ukraina) Mihaela Tepusa (Romania) Anita Vad (Hungary) | Ella De Vries (Bỉ) Marco Fritz (Đức) Alejandro Hernández Hernández (Tây Ban Nha) Massimiliano Irrati (Ý) Juan Martínez Munuera (Tây Ban Nha) Sian Massey-Ellis (Anh) Pol van Boekel (Hà Lan) |
| UEFA                | Rebecca Welch (Anh)                 | Natalie Aspinall (Anh) Paulina Baranowska (Ba Lan) Élodie Coppola (Pháp) Francesca Di Monte (Ý) Polyxeni Irodotou (Síp) Karolin Kaivoja (Estonia) Chrysoula Kourompylia (Hy Lạp) Susanne Küng (Thụy Sĩ) Manuela Nicolosi (Pháp) Michelle O'Neill (Ireland) Franca Overtoom (Hà Lan) Guadalupe Porras Ayuso (Tây Ban Nha) Katrin Rafalski (Đức) Lucie Ratajová (Cộng hòa Séc) Sanja Rođak-Karšić (Croatia) Maryna Striletska (Ukraina) Mihaela Tepusa (Romania) Anita Vad (Hungary) | Ella De Vries (Bỉ) Marco Fritz (Đức) Alejandro Hernández Hernández (Tây Ban Nha) Massimiliano Irrati (Ý) Juan Martínez Munuera (Tây Ban Nha) Sian Massey-Ellis (Anh) Pol van Boekel (Hà Lan) |

## Vòng bảng
32 đội tuyển quốc gia sẽ được chia thành 8 bảng đấu, 4 đội (bảng A đến H). Các đội ở mỗi bảng sẽ thi đấu vòng tròn một lượt tính điểm, chọn 2 đội đứng đầu sẽ vào vòng đấu loại trực tiếp.
| Tiêu chí hòa giải cho chơi theo nhóm |
| --- |
| Thứ hạng của các đội tại vòng bảng được xác định như sau: 1. Điểm thu được trong tất cả các trận đấu vòng bảng (3 điểm cho một trận thắng, 1 điểm cho một trận hòa, 0 điểm cho một trận thua); 2. Hiệu số bàn thắng thua trong tất cả các trận đấu vòng bảng; 3. Số bàn thắng ghi được trong tất cả các trận đấu vòng bảng; 4. Điểm thu được trong các trận đấu giữa các đội liên quan; 5. Hiệu số bàn thắng thua trong các trận đấu giữa các đội liên quan; 6. Số bàn thắng ghi được trong các trận đấu giữa các đội liên quan; 7. Điểm kỷ luật trong tất cả các trận đấu vòng bảng (chỉ có thể áp dụng một điểm trừ cho một người chơi trong một trận đấu duy nhất): - −1 điểm nếu có thẻ vàng; - −3 điểm nếu có thẻ đỏ gián tiếp (thẻ vàng thứ hai); - −4 điểm nếu có thẻ đỏ trực tiếp; - −5 điểm nếu có thẻ vàng và thẻ đỏ trực tiếp) ; 8. Bốc thăm. |

### Bảng A
| VT | Đội             | ST | T | H | B | BT | BB | HS | Đ | Giành quyền tham dự                 |
| -- | --------------- | -- | - | - | - | -- | -- | -- | - | ----------------------------------- |
| 1  | Thụy Sĩ         | 3  | 1 | 2 | 0 | 2  | 0  | +2 | 5 | Đi tiếp vào vòng đấu loại trực tiếp |
| 2  | Na Uy           | 3  | 1 | 1 | 1 | 6  | 1  | +5 | 4 | Đi tiếp vào vòng đấu loại trực tiếp |
| 3  | New Zealand (H) | 3  | 1 | 1 | 1 | 1  | 1  | 0  | 4 |                                     |
| 4  | Philippines     | 3  | 1 | 0 | 2 | 1  | 8  | −7 | 3 |                                     |

| New Zealand     | 1–0      | Na Uy |
| --------------- | -------- | ----- |
| - Wilkinson 48' | Chi tiết |       |

| Philippines | 0–2      | Thụy Sĩ                             |
| ----------- | -------- | ----------------------------------- |
|             | Chi tiết | - Bachmann 45' (ph.đ.) - Piubel 64' |

| New Zealand | 0–1      | Philippines  |
| ----------- | -------- | ------------ |
|             | Chi tiết | - Bolden 24' |

| Thụy Sĩ | 0–0      | Na Uy |
| ------- | -------- | ----- |
|         | Chi tiết |       |

| Thụy Sĩ | 0–0      | New Zealand |
| ------- | -------- | ----------- |
|         | Chi tiết |             |

| Na Uy                                                                          | 6–0      | Philippines |
| ------------------------------------------------------------------------------ | -------- | ----------- |
| - Haug 6', 17', 90+5' - G. Hansen 31' - Barker 48' (l.n.) - Reiten 53' (ph.đ.) | Chi tiết |             |

### Bảng B
| VT | Đội              | ST | T | H | B | BT | BB | HS | Đ | Giành quyền tham dự                 |
| -- | ---------------- | -- | - | - | - | -- | -- | -- | - | ----------------------------------- |
| 1  | Úc (H)           | 3  | 2 | 0 | 1 | 7  | 3  | +4 | 6 | Đi tiếp vào vòng đấu loại trực tiếp |
| 2  | Nigeria          | 3  | 1 | 2 | 0 | 3  | 2  | +1 | 5 | Đi tiếp vào vòng đấu loại trực tiếp |
| 3  | Canada           | 3  | 1 | 1 | 1 | 2  | 5  | −3 | 4 |                                     |
| 4  | Cộng hòa Ireland | 3  | 0 | 1 | 2 | 1  | 3  | −2 | 1 |                                     |

| Úc                   | 1–0      | Cộng hòa Ireland |
| -------------------- | -------- | ---------------- |
| - Catley 52' (ph.đ.) | Chi tiết |                  |

| Nigeria | 0–0      | Canada |
| ------- | -------- | ------ |
|         | Chi tiết |        |

| Canada                             | 2–1      | Cộng hòa Ireland |
| ---------------------------------- | -------- | ---------------- |
| - Connolly 45+5' (l.n.) - Leon 53' | Chi tiết | - McCabe 4'      |

| Úc                                  | 2–3      | Nigeria                                |
| ----------------------------------- | -------- | -------------------------------------- |
| - Van Egmond 45+1' - Kennedy 90+10' | Chi tiết | - Kanu 45+6' - Ohale 65' - Oshoala 72' |

| Canada | 0–4      | Úc                                                 |
| ------ | -------- | -------------------------------------------------- |
|        | Chi tiết | - Raso 9', 39' - Fowler 58' - Catley 90+4' (ph.đ.) |

| Cộng hòa Ireland | 0–0      | Nigeria |
| ---------------- | -------- | ------- |
|                  | Chi tiết |         |

### Bảng C
| VT | Đội         | ST | T | H | B | BT | BB | HS  | Đ | Giành quyền tham dự                 |
| -- | ----------- | -- | - | - | - | -- | -- | --- | - | ----------------------------------- |
| 1  | Nhật Bản    | 3  | 3 | 0 | 0 | 11 | 0  | +11 | 9 | Đi tiếp vào vòng đấu loại trực tiếp |
| 2  | Tây Ban Nha | 3  | 2 | 0 | 1 | 8  | 4  | +4  | 6 | Đi tiếp vào vòng đấu loại trực tiếp |
| 3  | Zambia      | 3  | 1 | 0 | 2 | 3  | 11 | −8  | 3 |                                     |
| 4  | Costa Rica  | 3  | 0 | 0 | 3 | 1  | 8  | −7  | 0 |                                     |

| Tây Ban Nha                                       | 3–0      | Costa Rica |
| ------------------------------------------------- | -------- | ---------- |
| - Del Campo 21' (l.n.) - Bonmatí 23' - Esther 27' | Chi tiết |            |

| Zambia | 0–5      | Nhật Bản                                                        |
| ------ | -------- | --------------------------------------------------------------- |
|        | Chi tiết | - Hinata 43', 62' - Tanaka 55' - Endo 71' - Ueki 90+11' (ph.đ.) |

| Nhật Bản                 | 2–0      | Costa Rica |
| ------------------------ | -------- | ---------- |
| - Naomoto 25' - Aoba 27' | Chi tiết |            |

| Tây Ban Nha                                        | 5–0      | Zambia |
| -------------------------------------------------- | -------- | ------ |
| - Teresa 9' - Jennifer 13', 70' - Redondo 69', 85' | Chi tiết |        |

| Nhật Bản                                  | 4–0      | Tây Ban Nha |
| ----------------------------------------- | -------- | ----------- |
| - Hinata 12', 40' - Ueki 29' - Tanaka 82' | Chi tiết |             |

| Costa Rica  | 1–3      | Zambia                                                 |
| ----------- | -------- | ------------------------------------------------------ |
| Melissa 47' | Chi tiết | - Mweemba 3' - B. Banda 31' (ph.đ.) - Kundananji 90+3' |

### Bảng D
| VT | Đội        | ST | T | H | B | BT | BB | HS | Đ | Giành quyền tham dự                 |
| -- | ---------- | -- | - | - | - | -- | -- | -- | - | ----------------------------------- |
| 1  | Anh        | 3  | 3 | 0 | 0 | 8  | 1  | +7 | 9 | Đi tiếp vào vòng đấu loại trực tiếp |
| 2  | Đan Mạch   | 3  | 2 | 0 | 1 | 3  | 1  | +2 | 6 | Đi tiếp vào vòng đấu loại trực tiếp |
| 3  | Trung Quốc | 3  | 1 | 0 | 2 | 2  | 7  | −5 | 3 |                                     |
| 4  | Haiti      | 3  | 0 | 0 | 3 | 0  | 4  | −4 | 0 |                                     |

| Anh                   | 1–0      | Haiti |
| --------------------- | -------- | ----- |
| - Stanway 29' (ph.đ.) | Chi tiết |       |

| Đan Mạch         | 1–0      | Trung Quốc |
| ---------------- | -------- | ---------- |
| - Vangsgaard 90' | Chi tiết |            |

| Anh        | 1–0      | Đan Mạch |
| ---------- | -------- | -------- |
| - James 6' | Chi tiết |          |

| Trung Quốc                | 1–0      | Haiti |
| ------------------------- | -------- | ----- |
| - Wang Shuang 74' (ph.đ.) | Chi tiết |       |

| Trung Quốc                | 1–6      | Anh                                                           |
| ------------------------- | -------- | ------------------------------------------------------------- |
| - Wang Shuang 57' (ph.đ.) | Chi tiết | - Russo 4' - Hemp 26' - James 41', 65' - Kelly 77' - Daly 84' |

| Haiti | 0–2      | Đan Mạch                              |
| ----- | -------- | ------------------------------------- |
|       | Chi tiết | - Harder 21' (ph.đ.) - Nielsen 90+10' |

### Bảng E
| VT | Đội        | ST | T | H | B | BT | BB | HS  | Đ | Giành quyền tham dự                 |
| -- | ---------- | -- | - | - | - | -- | -- | --- | - | ----------------------------------- |
| 1  | Hà Lan     | 3  | 2 | 1 | 0 | 9  | 1  | +8  | 7 | Đi tiếp vào vòng đấu loại trực tiếp |
| 2  | Hoa Kỳ     | 3  | 1 | 2 | 0 | 4  | 1  | +3  | 5 | Đi tiếp vào vòng đấu loại trực tiếp |
| 3  | Bồ Đào Nha | 3  | 1 | 1 | 1 | 2  | 1  | +1  | 4 |                                     |
| 4  | Việt Nam   | 3  | 0 | 0 | 3 | 0  | 12 | −12 | 0 |                                     |

| Hoa Kỳ                         | 3–0      | Việt Nam |
| ------------------------------ | -------- | -------- |
| - Smith 14', 45+7' - Horan 77' | Chi tiết |          |

| Hà Lan              | 1–0      | Bồ Đào Nha |
| ------------------- | -------- | ---------- |
| - Van der Gragt 13' | Chi tiết |            |

| Hoa Kỳ      | 1–1      | Hà Lan      |
| ----------- | -------- | ----------- |
| - Horan 62' | Chi tiết | - Roord 17' |

| Bồ Đào Nha                | 2–0      | Việt Nam |
| ------------------------- | -------- | -------- |
| - Telma 7' - Nazareth 21' | Chi tiết |          |

| Bồ Đào Nha | 0–0      | Hoa Kỳ |
| ---------- | -------- | ------ |
|            | Chi tiết |        |

| Việt Nam | 0–7      | Hà Lan                                                                          |
| -------- | -------- | ------------------------------------------------------------------------------- |
|          | Chi tiết | - Martens 8' - Snoeijs 11' - Brugts 18', 57' - Roord 23', 83' - Van de Donk 45' |

### Bảng F
| VT | Đội     | ST | T | H | B | BT | BB | HS | Đ | Giành quyền tham dự                 |
| -- | ------- | -- | - | - | - | -- | -- | -- | - | ----------------------------------- |
| 1  | Pháp    | 3  | 2 | 1 | 0 | 8  | 4  | +4 | 7 | Đi tiếp vào vòng đấu loại trực tiếp |
| 2  | Jamaica | 3  | 1 | 2 | 0 | 1  | 0  | +1 | 5 | Đi tiếp vào vòng đấu loại trực tiếp |
| 3  | Brasil  | 3  | 1 | 1 | 1 | 5  | 2  | +3 | 4 |                                     |
| 4  | Panama  | 3  | 0 | 0 | 3 | 3  | 11 | −8 | 0 |                                     |

| Pháp | 0–0      | Jamaica |
| ---- | -------- | ------- |
|      | Chi tiết |         |

| Brasil                                 | 4–0      | Panama |
| -------------------------------------- | -------- | ------ |
| - Borges 19', 39', 70' - Zaneratto 48' | Chi tiết |        |

| Pháp                         | 2–1      | Brasil        |
| ---------------------------- | -------- | ------------- |
| - Le Sommer 17' - Renard 83' | Chi tiết | - Debinha 58' |

| Panama | 0–1      | Jamaica        |
| ------ | -------- | -------------- |
|        | Chi tiết | - A. Swaby 56' |

| Panama                                        | 3–6      | Pháp                                                                                |
| --------------------------------------------- | -------- | ----------------------------------------------------------------------------------- |
| - Cox 2' - Pinzón 64' (ph.đ.) - L. Cedeño 87' | Chi tiết | - Lakrar 21' - Diani 28', 37' (ph.đ.), 52' (ph.đ.) - Le Garrec 45+5' - Bècho 90+10' |

| Jamaica | 0–0      | Brasil |
| ------- | -------- | ------ |
|         | Chi tiết |        |

### Bảng G
| VT | Đội       | ST | T | H | B | BT | BB | HS | Đ | Giành quyền tham dự                 |
| -- | --------- | -- | - | - | - | -- | -- | -- | - | ----------------------------------- |
| 1  | Thụy Điển | 3  | 3 | 0 | 0 | 9  | 1  | +8 | 9 | Đi tiếp vào vòng đấu loại trực tiếp |
| 2  | Nam Phi   | 3  | 1 | 1 | 1 | 6  | 6  | 0  | 4 | Đi tiếp vào vòng đấu loại trực tiếp |
| 3  | Ý         | 3  | 1 | 0 | 2 | 3  | 8  | −5 | 3 |                                     |
| 4  | Argentina | 3  | 0 | 1 | 2 | 2  | 5  | −3 | 1 |                                     |

| Thụy Điển                  | 2–1      | Nam Phi    |
| -------------------------- | -------- | ---------- |
| - Rolfö 65' - Ilestedt 90' | Chi tiết | Magaia 48' |

| Ý           | 1–0      | Argentina |
| ----------- | -------- | --------- |
| Girelli 87' | Chi tiết |           |

| Argentina               | 2–2      | Nam Phi                       |
| ----------------------- | -------- | ----------------------------- |
| - Braun 74' - Núñez 79' | Chi tiết | - Motlhalo 30' - Kgatlana 66' |

| Thụy Điển                                                              | 5–0      | Ý |
| ---------------------------------------------------------------------- | -------- | - |
| - Ilestedt 39', 50' - Rolfö 44' - Blackstenius 45+1' - Blomqvist 90+5' | Chi tiết |   |

| Argentina | 0–2      | Thụy Điển                               |
| --------- | -------- | --------------------------------------- |
|           | Chi tiết | - Blomqvist 66' - Rubensson 90' (ph.đ.) |

| Nam Phi                                         | 3–2      | Ý                       |
| ----------------------------------------------- | -------- | ----------------------- |
| - Orsi 32' (l.n.) - Magaia 67' - Kgatlana 90+2' | Chi tiết | Caruso 11' (ph.đ.), 74' |

### Bảng H
| VT | Đội      | ST | T | H | B | BT | BB | HS | Đ | Giành quyền tham dự                 |
| -- | -------- | -- | - | - | - | -- | -- | -- | - | ----------------------------------- |
| 1  | Colombia | 3  | 2 | 0 | 1 | 4  | 2  | +2 | 6 | Đi tiếp vào vòng đấu loại trực tiếp |
| 2  | Maroc    | 3  | 2 | 0 | 1 | 2  | 6  | −4 | 6 | Đi tiếp vào vòng đấu loại trực tiếp |
| 3  | Đức      | 3  | 1 | 1 | 1 | 8  | 3  | +5 | 4 |                                     |
| 4  | Hàn Quốc | 3  | 0 | 1 | 2 | 1  | 4  | −3 | 1 |                                     |

| Đức                                                                                     | 6–0      | Maroc |
| --------------------------------------------------------------------------------------- | -------- | ----- |
| - Popp 11', 39' - Bühl 46' - Aït El Haj 54' (l.n.) - Redouani 79' (l.n.) - Schüller 90' | Chi tiết |       |

| Colombia                         | 2–0      | Hàn Quốc |
| -------------------------------- | -------- | -------- |
| - Usme 30' (ph.đ.) - Caicedo 39' | Chi tiết |          |

| Đức              | 1–2      | Colombia                      |
| ---------------- | -------- | ----------------------------- |
| Popp 89' (ph.đ.) | Chi tiết | - Caicedo 52' - Vanegas 90+7' |

| Hàn Quốc | 0–1      | Maroc     |
| -------- | -------- | --------- |
|          | Chi tiết | Jraïdi 6' |

| Hàn Quốc       | 1–1      | Đức      |
| -------------- | -------- | -------- |
| Cho So-hyun 6' | Chi tiết | Popp 42' |

| Maroc         | 1–0      | Colombia |
| ------------- | -------- | -------- |
| Lahmari 45+4' | Chi tiết |          |

## Vòng đấu loại trực tiếp
Ở vòng đấu loại trực tiếp, nếu một trận đấu hòa hết 90 phút của thời gian thi đấu bình thường thì sẽ thi đấu hiệp phụ (hai hiệp, mỗi hiệp 15 phút). Nếu tỷ số vẫn hòa sau hiệp phụ, đội thắng sẽ được phân định bằng loạt sút luân lưu.

### Sơ đồ
|  | Vòng 16 đội             | Vòng 16 đội              |                          |       | Tứ kết        | Tứ kết        |                       |                       | Bán kết | Bán kết |  |  | Chung kết | Chung kết |
|  |                         |                          |                          |       |               |               |                       |                       |         |         |  |  |           |           |
|  | 5 tháng 8 – Auckland    |                          |                          |       |               |               |                       |                       |         |         |  |  |           |           |
|  |                         |                          |                          |       |               |               |                       |                       |         |         |  |  |           |           |
|  | Thụy Sĩ                 | 1                        |                          |       |               |               |                       |                       |         |         |  |  |           |           |
|  | Thụy Sĩ                 | 1                        | 11 tháng 8 – Wellington  |       |               |               |                       |                       |         |         |  |  |           |           |
|  | Tây Ban Nha             | 5                        |                          |       |               |               |                       |                       |         |         |  |  |           |           |
|  | Tây Ban Nha             | 5                        | Tây Ban Nha (s.h.p.)     | 2     |               |               |                       |                       |         |         |  |  |           |           |
|  | 6 tháng 8 – Sydney (Úc) |                          | Tây Ban Nha (s.h.p.)     | 2     |               |               |                       |                       |         |         |  |  |           |           |
|  |                         | Hà Lan                   | 1                        |       |               |               |                       |                       |         |         |  |  |           |           |
|  | Hà Lan                  | Hà Lan                   | 1                        | 2     |               |               |                       |                       |         |         |  |  |           |           |
|  | Hà Lan                  |                          | 15 tháng 8 – Auckland    | 2     |               |               |                       |                       |         |         |  |  |           |           |
|  | Nam Phi                 | 0                        |                          |       |               |               |                       |                       |         |         |  |  |           |           |
|  | Nam Phi                 | 0                        | Tây Ban Nha              | 2     |               |               |                       |                       |         |         |  |  |           |           |
|  | 5 tháng 8 – Wellington  |                          | Tây Ban Nha              | 2     |               |               |                       |                       |         |         |  |  |           |           |
|  |                         | Thụy Điển                | 1                        |       |               |               |                       |                       |         |         |  |  |           |           |
|  | Nhật Bản                | Thụy Điển                | 1                        | 3     |               |               |                       |                       |         |         |  |  |           |           |
|  | Nhật Bản                | 11 tháng 8 – Auckland    |                          | 3     |               |               |                       |                       |         |         |  |  |           |           |
|  | Na Uy                   | 1                        |                          |       |               |               |                       |                       |         |         |  |  |           |           |
|  | Na Uy                   | 1                        | Nhật Bản                 | 1     |               |               |                       |                       |         |         |  |  |           |           |
|  | 6 tháng 8 – Melbourne   |                          | Nhật Bản                 | 1     |               |               |                       |                       |         |         |  |  |           |           |
|  |                         | Thụy Điển                | 2                        |       |               |               |                       |                       |         |         |  |  |           |           |
|  | Thụy Điển (p)           | Thụy Điển                | 2                        | 0 (5) |               |               |                       |                       |         |         |  |  |           |           |
|  | Thụy Điển (p)           |                          | 20 tháng 8 – Sydney (Úc) | 0 (5) |               |               |                       |                       |         |         |  |  |           |           |
|  | Hoa Kỳ                  | 0 (4)                    |                          |       |               |               |                       |                       |         |         |  |  |           |           |
|  | Hoa Kỳ                  | 0 (4)                    | Tây Ban Nha              | 1     |               |               |                       |                       |         |         |  |  |           |           |
|  | 7 tháng 8 – Sydney (Úc) |                          | Tây Ban Nha              | 1     |               |               |                       |                       |         |         |  |  |           |           |
|  |                         | Anh                      | 0                        |       |               |               |                       |                       |         |         |  |  |           |           |
|  | Úc                      | Anh                      | 0                        | 2     |               |               |                       |                       |         |         |  |  |           |           |
|  | Úc                      | 12 tháng 8 – Brisbane    |                          | 2     |               |               |                       |                       |         |         |  |  |           |           |
|  | Đan Mạch                | 0                        |                          |       |               |               |                       |                       |         |         |  |  |           |           |
|  | Đan Mạch                | 0                        | Úc (p)                   | 0 (7) |               |               |                       |                       |         |         |  |  |           |           |
|  | 8 tháng 8 – Adelaide    |                          | Úc (p)                   | 0 (7) |               |               |                       |                       |         |         |  |  |           |           |
|  |                         | Pháp                     | 0 (6)                    |       |               |               |                       |                       |         |         |  |  |           |           |
|  | Pháp                    | Pháp                     | 0 (6)                    | 4     |               |               |                       |                       |         |         |  |  |           |           |
|  | Pháp                    |                          | 16 tháng 8 – Sydney (Úc) | 4     |               |               |                       |                       |         |         |  |  |           |           |
|  | Maroc                   | 0                        |                          |       |               |               |                       |                       |         |         |  |  |           |           |
|  | Maroc                   | 0                        | Úc                       | 1     |               |               |                       |                       |         |         |  |  |           |           |
|  | 7 tháng 8 – Brisbane    |                          | Úc                       | 1     |               |               |                       |                       |         |         |  |  |           |           |
|  |                         | Anh                      | 3                        |       | Tranh hạng ba | Tranh hạng ba |                       |                       |         |         |  |  |           |           |
|  | Anh (p)                 | Anh                      | 3                        | 0 (4) | Tranh hạng ba | Tranh hạng ba |                       |                       |         |         |  |  |           |           |
|  | Anh (p)                 | 12 tháng 8 – Sydney (Úc) | 12 tháng 8 – Sydney (Úc) | 0 (4) |               |               | 19 tháng 8 – Brisbane | 19 tháng 8 – Brisbane |         |         |  |  |           |           |
|  | Nigeria                 | 12 tháng 8 – Sydney (Úc) | 12 tháng 8 – Sydney (Úc) | 0 (2) |               |               | 19 tháng 8 – Brisbane | 19 tháng 8 – Brisbane |         |         |  |  |           |           |
|  | Nigeria                 | Anh                      | 2                        | 0 (2) | Thụy Điển     | 2             |                       |                       |         |         |  |  |           |           |
|  | 8 tháng 8 – Melbourne   | Anh                      | 2                        |       | Thụy Điển     | 2             |                       |                       |         |         |  |  |           |           |
|  |                         | Colombia                 | 1                        |       | Úc            | 0             |                       |                       |         |         |  |  |           |           |
|  | Colombia                | Colombia                 | 1                        | 1     | Úc            | 0             |                       |                       |         |         |  |  |           |           |
|  | Colombia                |                          |                          | 1     |               |               |                       |                       |         |         |  |  |           |           |
|  | Jamaica                 | 0                        |                          |       |               |               |                       |                       |         |         |  |  |           |           |
|  | Jamaica                 | 0                        |                          |       |               |               |                       |                       |         |         |  |  |           |           |

### Vòng 16 đội
| Thụy Sĩ             | 1–5      | Tây Ban Nha                                                 |
| ------------------- | -------- | ----------------------------------------------------------- |
| - Codina 11' (l.n.) | Chi tiết | - Bonmatí 5', 36' - Redondo 17' - Codina 45' - Jennifer 70' |

| Nhật Bản                                      | 3–1      | Na Uy        |
| --------------------------------------------- | -------- | ------------ |
| - Engen 15' (l.n.) - Shimizu 50' - Hinata 81' | Chi tiết | - Reiten 20' |

| Hà Lan                       | 2–0      | Nam Phi |
| ---------------------------- | -------- | ------- |
| - Roord 9' - Beerensteyn 68' | Chi tiết |         |

| Thụy Điển                                                              | 0–0      | Hoa Kỳ                                                         |
| ---------------------------------------------------------------------- | -------- | -------------------------------------------------------------- |
|                                                                        | Chi tiết |                                                                |
| Loạt sút luân lưu                                                      |          |                                                                |
| - Rolfö - Rubensson - Björn - Blomqvist - Bennison - Eriksson - Hurtig | 5–4      | - Sullivan - Horan - Mewis - Rapinoe - Smith - Naeher - O'Hara |

| Anh                                            | 0–0      | Nigeria                                   |
| ---------------------------------------------- | -------- | ----------------------------------------- |
|                                                | Chi tiết |                                           |
| Loạt sút luân lưu                              |          |                                           |
| - Stanway - England - Daly - Greenwood - Kelly | 4–2      | - Oparanozie - Alozie - Ajibade - Ucheibe |

| Úc                     | 2–0      | Đan Mạch |
| ---------------------- | -------- | -------- |
| - Foord 29' - Raso 70' | Chi tiết |          |

| Colombia   | 1–0      | Jamaica |
| ---------- | -------- | ------- |
| - Usme 51' | Chi tiết |         |

| Pháp                                        | 4–0      | Maroc |
| ------------------------------------------- | -------- | ----- |
| - Diani 15' - Dali 20' - Le Sommer 23', 70' | Chi tiết |       |

### Tứ kết
| Tây Ban Nha                        | 2–1 (s.h.p.) | Hà Lan                |
| ---------------------------------- | ------------ | --------------------- |
| - Mariona 81' (ph.đ.) - Salma 111' | Chi tiết     | - Van der Gragt 90+1' |

| Nhật Bản     | 1–2      | Thụy Điển                              |
| ------------ | -------- | -------------------------------------- |
| - Honoka 87' | Chi tiết | - Ilestedt 32' - Angeldahl 51' (ph.đ.) |

| Úc                                                                                   | 0–0      | Pháp                                                                                         |
| ------------------------------------------------------------------------------------ | -------- | -------------------------------------------------------------------------------------------- |
|                                                                                      | Chi tiết |                                                                                              |
| Loạt sút luân lưu                                                                    |          |                                                                                              |
| - Foord - Catley - Kerr - Fowler - Arnold - Gorry - Yallop - Carpenter - Hunt - Vine | 7–6      | - Bacha - Diani - Renard - Le Sommer - Périsset - Geyoro - Karchaoui - Lakrar - Dali - Bècho |

| Anh                      | 2–1      | Colombia     |
| ------------------------ | -------- | ------------ |
| - Hemp 45+7' - Russo 63' | Chi tiết | - Santos 44' |

### Bán kết
| Tây Ban Nha            | 2–1      | Thụy Điển       |
| ---------------------- | -------- | --------------- |
| - Salma 81' - Olga 89' | Chi tiết | - Blomqvist 88' |

| Úc         | 1–3      | Anh                                |
| ---------- | -------- | ---------------------------------- |
| - Kerr 63' | Chi tiết | - Toone 36' - Hemp 71' - Russo 86' |

### Trận tranh hạng ba
| Thụy Điển                         | 2–0      | Úc |
| --------------------------------- | -------- | -- |
| - Rolfö 30' (ph.đ.) - Asllani 62' | Chi tiết |    |

### Chung kết
| Tây Ban Nha | 1–0      | Anh |
| ----------- | -------- | --- |
| - Olga 29'  | Chi tiết |     |

## Vô địch
| Vô địch World Cup 2023 Tây Ban Nha Lần thứ nhất |

## Thống kê

### Cầu thủ ghi bàn
Đã có 164 bàn thắng ghi được trong 64 trận đấu, trung bình 2.56 bàn thắng mỗi trận đấu.
5 bàn thắng
- Miyazawa Hinata

4 bàn thắng
- Kadidiatou Diani
- Alexandra Popp
- Jill Roord
- Amanda Ilestedt

3 bàn thắng
- Hayley Raso
- Ary Borges
- Alessia Russo
- Lauren Hemp
- Lauren James
- Eugénie Le Sommer
- Sophie Román Haug
- Aitana Bonmatí
- Alba Redondo
- Jennifer Hermoso
- Fridolina Rolfö
- Rebecka Blomqvist

2 bàn thắng
- Steph Catley
- Wang Shuang
- Catalina Usme
- Linda Caicedo
- Arianna Caruso
- Tanaka Mina
- Ueki Riko
- Esmee Brugts
- Stefanie van der Gragt
- Guro Reiten
- Hildah Magaia
- Thembi Kgatlana
- Olga Carmona
- Salma Paralluelo
- Lindsey Horan
- Sophia Smith

1 bàn thắng
- Romina Núñez
- Sophia Braun
- Alanna Kennedy
- Caitlin Foord
- Emily van Egmond
- Mary Fowler
- Sam Kerr
- Beatriz Zaneratto João
- Debinha
- Adriana Leon
- Leicy Santos
- Manuela Vanegas
- Melissa Herrera
- Amalie Vangsgaard
- Pernille Harder
- Sanne Troelsgaard Nielsen
- Chloe Kelly
- Ella Toone
- Georgia Stanway
- Rachel Daly
- Kenza Dali
- Léa Le Garrec
- Maëlle Lakrar
- Vicki Bècho
- Wendy Renard
- Klara Bühl
- Lea Schüller
- Cristiana Girelli
- Allyson Swaby
- Endo Jun
- Fujino Aoba
- Hayashi Honoka
- Naomoto Hikaru
- Shimizu Risa
- Cho So-hyun
- Anissa Lahmari
- Ibtissam Jraïdi
- Daniëlle van de Donk
- Katja Snoeijs
- Lieke Martens
- Lineth Beerensteyn
- Hannah Wilkinson
- Asisat Oshoala
- Osinachi Ohale
- Uchenna Kanu
- Caroline Graham Hansen
- Lineth Cedeño
- Marta Cox
- Yomira Pinzón
- Sarina Bolden
- Francisca Nazareth
- Telma Encarnação
- Katie McCabe
- Linda Motlhalo
- Esther González
- Laia Codina
- Mariona Caldentey
- Teresa Abelleira
- Elin Rubensson
- Filippa Angeldahl
- Kosovare Asllani
- Stina Blackstenius
- Ramona Bachmann
- Seraina Piubel
- Barbra Banda
- Lushomo Mweemba
- Racheal Kundananji

1 bàn phản lưới nhà
- Valeria del Campo (trong trận gặp Tây Ban Nha)
- Benedetta Orsi (trong trận gặp Nam Phi)
- Hanane Aït El Haj (trong trận gặp Đức)
- Zineb Redouani (trong trận gặp Đức)
- Ingrid Syrstad Engen (trong trận gặp Nhật Bản)
- Alicia Barker (trong trận gặp Na Uy)
- Megan Connolly (trong trận gặp Canada)
- Laia Codina (trong trận gặp Thụy Sĩ)

Nguồn: ESPN

### Kiến tạo
3 kiến tạo
- Lauren James
- Kadidiatou Diani
- Tanaka Mina

2 kiến tạo
- Caitlin Foord
- Selma Bacha
- Endo Jun
- Fujino Aoba
- Lieke Martens
- Victoria Pelova
- Vilde Bøe Risa
- Thembi Kgatlana
- Aitana Bonmatí
- Alba Redondo
- Eva Navarro
- Jennifer Hermoso
- Jonna Andersson
- Sofia Jakobsson

1 kiến tạo
- Yamila Rodríguez
- Emily van Egmond
- Katrina Gorry
- Kyra Cooney-Cross
- Mary Fowler
- Ary Borges
- Debinha
- Geyse
- Sophie Schmidt
- Ana María Guzmán
- Jorelyn Carabalí
- Leicy Santos
- Linda Caicedo
- Valeria del Campo
- Mille Gejl
- Pernille Harder
- Alex Greenwood
- Jess Carter
- Laura Coombs
- Lauren Hemp
- Millie Bright
- Rachel Daly
- Sakina Karchaoui
- Vicki Bècho
- Kathrin Hendrich
- Klara Bühl
- Svenja Huth
- Cristiana Girelli
- Lisa Boattin
- Trudi Carter
- Hasegawa Yui
- Miyazawa Hinata
- Moriya Miyabi
- Ueki Riko
- Lee Young-ju
- Hanane Aït El Haj
- Sakina Ouzraoui Diki
- Daniëlle van de Donk
- Dominique Janssen
- Sherida Spitse
- Stefanie van der Gragt
- Jacqui Hand
- Guro Reiten
- Thea Bjelde
- Sara Eggesvik
- Lúcia Alves
- Telma Encarnação
- Hildah Magaia
- Jermaine Seoposenwe
- Alexia Putellas
- Mariona Caldentey
- Ona Batlle
- Teresa Abelleira
- Johanna Rytting Kaneryd
- Kosovare Asllani
- Lina Hurtig
- Stina Blackstenius
- Alex Morgan
- Rose Lavelle
- Sophia Smith
- Barbra Banda

Nguồn: ESPN

### Kỷ luật
Một cầu thủ hoặc quan chức của đội sẽ tự động bị treo giò trận tiếp theo nếu vi phạm các lỗi sau:
- Nhận thẻ đỏ (thời gian treo giò có thể kéo dài nếu phạm lỗi nghiêm trọng)
- Nhận 2 thẻ vàng trong 2 trận đấu; thẻ vàng đã bị xóa sau khi trận đấu kết thúc (thẻ vàng không áp dụng cho bất kỳ trận đấu quốc tế nào khác trong tương lai)

Các đình chỉ sau đây đã được thực hiện trong suốt giải đấu:
| Cầu thủ/Quan chức    | Vi phạm                                                                                         | Đình chỉ |
| -------------------- | ----------------------------------------------------------------------------------------------- | --- |
| Deborah Abiodun      | Bảng B gặp Canada (lượt trận 1; 21 tháng 7)                                                     | Bảng B gặp Úc (lượt trận 2; 27 tháng 7) Bảng B gặp Cộng hòa Ireland (lượt trận 3; 31 tháng 7) Vòng 16 đội gặp Anh (7 tháng 8) |
| Catherine Musonda    | Bảng C gặp Nhật Bản (lượt trận 1; 22 tháng 7)                                                   | Bảng C gặp Tây Ban Nha (lượt trận 2; 26 tháng 7)                                                                              |
| Khadija Shaw         | Bảng F gặp Pháp (lượt trận 1; 23 tháng 7)                                                       | Bảng F gặp Panama (lượt trận 2; 29 tháng 7)                                                                                   |
| Miriam Mayorga       | Bảng G gặp Ý (lượt trận 1; 24 tháng 7) · Bảng G gặp Nam Phi (lượt trận 2; 28 tháng 7)           | Bảng G gặp Thụy Điển (lượt trận 3; 2 tháng 8)                                                                                 |
| Kholosa Biyana       | Bảng G gặp Thụy Điển (lượt trận 1; 23 tháng 7) · Bảng G gặp Argentina (lượt trận 2; 28 tháng 7) | Bảng G gặp Ý (lượt trận 3; 2 tháng 8)                                                                                         |
| Zhang Rui            | Bảng D gặp Haiti (lượt trận 2; 28 tháng 7)                                                      | Bảng D gặp Anh (lượt trận 3; 1 tháng 8)                                                                                       |
| Sofia Harrison       | Bảng A gặp Na Uy (lượt trận 3; 30 tháng 7)                                                      | Đình chỉ sau giải đấu |
| Rose Lavelle         | Bảng E gặp Hà Lan (lượt trận 2; 27 tháng 7) · Bảng E gặp Bồ Đào Nha (lượt trận 3; 1 tháng 8)    | Vòng 16 đội gặp Thụy Điển (6 tháng 8)                                                                                         |
| Manuela Vanegas      | Bảng H gặp Hàn Quốc (lượt trận 1; 25 tháng 7) · Bảng H gặp Maroc (lượt trận 3; 3 tháng 8)       | Vòng 16 đội gặp Jamaica (8 tháng 8)                                                                                           |
| Daniëlle van de Donk | Bảng E gặp Bồ Đào Nha (lượt trận 1; 23 tháng 7) · Vòng 16 đội gặp Nam Phi (6 tháng 8)           | Tứ kết gặp Tây Ban Nha (11 tháng 8)                                                                                           |
| Lauren James         | Vòng 16 đội gặp Nigeria (7 tháng 8)                                                             | Tứ kết gặp Colombia (12 tháng 8) Bán kết gặp Úc (16 tháng 8)                                                                  |
| Oihane Hernández     | Bảng C gặp Nhật Bản (lượt trận 3; 31 tháng 7) · Tứ kết gặp Hà Lan (11 tháng 8)                  | Bán kết gặp Thụy Điển (15 tháng 8)                                                                                            |

### Bảng xếp hạng giải đấu
Theo quy ước thống kê trong bóng đá, các trận đấu phải quyết định bằng hiệp phụ được tính là thắng thua, trong khi các trận đấu quyết định bằng loạt luân lưu 11m được tính là hòa.

| VT | Đội              | ST | T | H | B | BT | BB | HS  | Đ  | Kết quả chung cuộc    |
| -- | ---------------- | -- | - | - | - | -- | -- | --- | -- | --------------------- |
| 1  | Tây Ban Nha      | 7  | 6 | 0 | 1 | 18 | 7  | +11 | 18 | Vô địch               |
| 2  | Anh              | 7  | 5 | 1 | 1 | 13 | 4  | +9  | 16 | Á quân                |
| 3  | Thụy Điển        | 7  | 5 | 1 | 1 | 14 | 4  | +10 | 16 | Hạng ba               |
| 4  | Úc               | 7  | 3 | 1 | 3 | 10 | 8  | +2  | 10 | Hạng tư               |
|    |                  |    |   |   |   |    |    |     |    |                       |
| 5  | Nhật Bản         | 5  | 4 | 0 | 1 | 15 | 3  | +12 | 12 | Bị loại ở tứ kết      |
| 6  | Pháp             | 5  | 3 | 2 | 0 | 12 | 4  | +8  | 11 | Bị loại ở tứ kết      |
| 7  | Hà Lan           | 5  | 3 | 1 | 1 | 12 | 3  | +9  | 10 | Bị loại ở tứ kết      |
| 8  | Colombia         | 5  | 3 | 0 | 2 | 6  | 4  | +2  | 9  | Bị loại ở tứ kết      |
|    |                  |    |   |   |   |    |    |     |    |                       |
| 9  | Hoa Kỳ           | 4  | 1 | 3 | 0 | 4  | 1  | +3  | 6  | Bị loại ở vòng 16 đội |
| 10 | Nigeria          | 4  | 1 | 3 | 0 | 3  | 2  | +1  | 6  | Bị loại ở vòng 16 đội |
| 11 | Đan Mạch         | 4  | 2 | 0 | 2 | 3  | 3  | 0   | 6  | Bị loại ở vòng 16 đội |
| 12 | Maroc            | 4  | 2 | 0 | 2 | 2  | 10 | −8  | 6  | Bị loại ở vòng 16 đội |
| 13 | Jamaica          | 4  | 1 | 2 | 1 | 1  | 1  | 0   | 5  | Bị loại ở vòng 16 đội |
| 14 | Thụy Sĩ          | 4  | 1 | 2 | 1 | 3  | 5  | −2  | 5  | Bị loại ở vòng 16 đội |
| 15 | Na Uy            | 4  | 1 | 1 | 2 | 7  | 4  | +3  | 4  | Bị loại ở vòng 16 đội |
| 16 | Nam Phi          | 4  | 1 | 1 | 2 | 6  | 8  | −2  | 4  | Bị loại ở vòng 16 đội |
|    |                  |    |   |   |   |    |    |     |    |                       |
| 17 | Đức              | 3  | 1 | 1 | 1 | 8  | 3  | +5  | 4  | Bị loại ở vòng bảng   |
| 18 | Brasil           | 3  | 1 | 1 | 1 | 5  | 2  | +3  | 4  | Bị loại ở vòng bảng   |
| 19 | Bồ Đào Nha       | 3  | 1 | 1 | 1 | 2  | 1  | +1  | 4  | Bị loại ở vòng bảng   |
| 20 | New Zealand      | 3  | 1 | 1 | 1 | 1  | 1  | 0   | 4  | Bị loại ở vòng bảng   |
| 21 | Canada           | 3  | 1 | 1 | 1 | 2  | 5  | −3  | 4  | Bị loại ở vòng bảng   |
| 22 | Ý                | 3  | 1 | 0 | 2 | 3  | 8  | −5  | 3  | Bị loại ở vòng bảng   |
| 23 | Trung Quốc       | 3  | 1 | 0 | 2 | 2  | 7  | −5  | 3  | Bị loại ở vòng bảng   |
| 24 | Philippines      | 3  | 1 | 0 | 2 | 1  | 8  | −7  | 3  | Bị loại ở vòng bảng   |
| 25 | Zambia           | 3  | 1 | 0 | 2 | 3  | 11 | −8  | 3  | Bị loại ở vòng bảng   |
| 26 | Cộng hòa Ireland | 3  | 0 | 1 | 2 | 1  | 3  | −2  | 1  | Bị loại ở vòng bảng   |
| 27 | Argentina        | 3  | 0 | 1 | 2 | 2  | 5  | −3  | 1  | Bị loại ở vòng bảng   |
| 28 | Hàn Quốc         | 3  | 0 | 1 | 2 | 1  | 4  | −3  | 1  | Bị loại ở vòng bảng   |
| 29 | Haiti            | 3  | 0 | 0 | 3 | 0  | 4  | −4  | 0  | Bị loại ở vòng bảng   |
| 30 | Costa Rica       | 3  | 0 | 0 | 3 | 1  | 8  | −7  | 0  | Bị loại ở vòng bảng   |
| 31 | Panama           | 3  | 0 | 0 | 3 | 3  | 11 | −8  | 0  | Bị loại ở vòng bảng   |
| 32 | Việt Nam         | 3  | 0 | 0 | 3 | 0  | 12 | −12 | 0  | Bị loại ở vòng bảng   |

## Tiếp thị

### Linh vật
Cô bé chim cánh cụt tên là Tazuni, (Eudyptula minor), loài chim đặc hữu của cả Úc và New Zealand. Về ý nghĩa, Tazuni là một cô bé "vui tính, yêu bóng đá", được chọn làm linh vật cho World Cup nữ 2023 - sự kiện sẽ khai mạc ngày 20/7 tới. Tên của cô là sự kết hợp giữa quê hương của loài chim cánh cụt này (Tasman Sea) và sự đoàn kết (Unity); là từ ghép của Biển Tasman và 'Unity'., vốn là giá trị cốt lõi của giải đấu do hai quốc gia Australia và New Zealand đồng đăng cai.

### Biểu trưng và khẩu hiệu
Biểu trưng chính thức được thiết kế bởi studio Public Address và Los Angeles có trụ sở tại Toronto-based Works Creative agency và được công bố vào ngày 28 tháng 10 năm 2021 trong một chương trình trực tiếp. Biểu tượng có hình quả bóng đá được bao quanh bởi 32 ô vuông màu, phản ánh sân đấu mở rộng của giải đấu và địa hình tự nhiên của hai quốc gia đăng cai. Thương hiệu tổng thể của giải đấu sẽ có các thiết kế phản ánh các dân tộc bản địa của các quốc gia đăng cai, được tạo ra bởi nghệ sĩ người Úc Chern'ee Sutton và nghệ sĩ Maori Fiona Collis. Hơn nữa, thương hiệu của giải đấu cũng sẽ kết hợp tên bản địa của tất cả các thành phố đăng cai. Khẩu hiệu chính thức của giải đấu, "Beyond Greatness", phản ánh mục tiêu của FIFA đối với sự kiện nhằm mở rộng hơn nữa sự nổi bật của bóng đá nữ. Tên của các thành phố chủ nhà theo tên bản địa của chúng (Người Úc bản địa và người Maori ở New Zealand) đã được sử dụng như một phần của thương hiệu chính thức.

### Nhượng quyền sản phẩm
FIFA 23 có chế độ Giải vô địch bóng đá nữ thế giới 2023; bản cập nhật trò chơi điện tử được phát hành vào ngày 27 tháng 6 năm 2023, sao chép giải đấu Giải vô địch bóng đá nữ thế giới 2023 và có 32 đội đủ điều kiện.

### Bản quyền phát sóng
Không giống như các giải đấu trước, đây là Giải vô địch bóng đá nữ thế giới đầu tiên được thương mại hóa dưới dạng sản phẩm độc lập thay vì được đóng gói cùng với Giải vô địch bóng đá thế giới, cho biết rằng họ đã có “sự quan tâm lớn” và đang mong đợi nhiều đối tác khu vực tham gia hơn. FIFA đang đặt mục tiêu đạt được hai tỷ khán giả toàn cầu, tăng từ 1,12 tỷ ở giải đấu trước ở Pháp.
Vào tháng 10 năm 2022, FIFA đã từ chối nhiều hồ sơ dự thầu từ các đài truyền hình công cộng và tư nhân vì những giá thầu thấp hơn đáng kể, thúc giục các đài truyền hình nên trả những gì mà đội bóng nữ xứng đáng. Romy Gai, Giám đốc kinh doanh của FIFA, đã kêu gọi các đài truyền hình nắm bắt "cơ hội" do trò chơi nữ mang lại, đồng thời nói thêm rằng giá thầu không phản ánh mức độ phổ biến của bóng đá nữ. Gianni Infantino sau đó đã bày tỏ sự thất vọng của mình trong cuộc họp của Hội đồng FIFA về việc các đài truyền hình cung cấp "ít hơn 100 lần" so với giải đấu của nam giới, tuyên bố rằng giải đấu của nữ đang tăng theo cấp số nhân với số lượng người xem tương tự như World Cup. Infantino mong muốn thị trường sẵn sàng xem xét giá trị bản quyền phát sóng giải đấu phù hợp hơn.

### Tài trợ
| - Adidas - Coca-Cola - Hyundai-Kia - Wanda Group |

## Biểu tượng

### Ca khúc chính thức
Vào ngày 28 tháng 10 năm 2021, cùng ngày với biểu tượng và khẩu hiệu chính thức được công bố, DJ người Anh và nhà sản xuất âm nhạc Kelly Lee Owens đã phát hành "Unity" làm bài hát chủ đề cho sự kiện. Ca khúc chính thức của giải đấu - "Do It Again" được phát hành vào ngày 29 tháng 6 năm 2023, sáng tác và trình diễn bởi hai ca sĩ nước chủ nhà là BENEE và Mallrat.

### Quả bóng chính thức
Vào tháng 1 năm 2023, FIFA công bố quả bóng chính thức của World Cup nữ 2023 có tên Oceaunz, được lấy cảm hứng từ “những phong cảnh độc đáo của nước chủ nhà Úc và New Zealand”. Quả bóng cũng được sử dụng những công nghệ tối tân nhất hiện nay, tương tự như quả bóng từng được sử dụng ở World Cup 2022 tại Qatar, Al-Rihla.
Các công nghệ trong quả bóng chính thức của World Cup nữ 2023 cung cấp dữ liệu các đường bóng chính xác nhất, sẽ được chuyển đến các trọng tài VAR. Kết hợp với dữ liệu vị trí của cầu thủ và bằng cách áp dụng công nghệ trí tuệ nhân tạo (AI), công nghệ quả bóng kết nối với hệ thống bắt việt vị bán tự động của FIFA. Từ đó, cung cấp mọi thông tin tức thời cho trọng tài VAR để giúp tối ưu hóa quá trình ra quyết định trên sân.
Quả bóng đặc biệt được sử dụng tại World Cup nữ 2023, cũng được FIFA mô tả là quả bóng tốc độ, vì có lớp vỏ polyurethane (PU) với hình dạng bảng mới 20 mảnh, nâng cao tính khí động học. Hiện FIFA và hãng sản xuất quả bóng cũng tiến hành bán các quả bóng ra thị trường, với 1% doanh thu sẽ được chuyển đến tổ chức Common Goal để hỗ trợ các dự án thúc đẩy bình đẳng giới trong bóng đá.

### Linh vật
Linh vật chính thức của giải đấu được công bố vào ngày 19 tháng 10 năm 2022. Tên của linh vật là Tazuni, là từ ghép của Biển Tasman và 'Unity'. Nó đại diện cho Chim cánh cụt nhỏ (Eudyptula minor), loài đặc hữu của cả Úc và New Zealand.

## Vấn đề

### Tranh cãi

#### Cấm Nga tham dự giải đấu
Vào ngày 9 tháng 12 năm 2019, Cơ quan phòng chống doping thế giới ban đầu đã đưa ra lệnh cấm bốn năm đối với Nga tại tất cả các sự kiện thể thao lớn, sau khi Cơ quan chống doping Nga (RUSADA) bị phát hiện không tuân thủ vì đã bàn giao thao túng dữ liệu phòng thí nghiệm cho các nhà điều tra. Tuy nhiên, Đội tuyển quốc gia Nga vẫn có thể tham gia vòng loại vì lệnh cấm chỉ áp dụng cho giải đấu cuối cùng quyết định các nhà vô địch thế giới. Phán quyết của WADA cho phép các vận động viên không dính líu đến doping thi đấu; tuy nhiên, một đội đại diện cho Nga sử dụng quốc kỳ và quốc ca Nga không được tham gia. Quyết định đã được kháng nghị lên Tòa án Trọng tài Thể thao (CAS), với việc lệnh cấm được giữ nguyên nhưng giảm xuống còn hai năm. Phán quyết của CAS cũng cho phép tên "Nga" được hiển thị trên đồng phục nếu dòng chữ "Vận động viên Trung lập" hoặc "Nhóm trung lập" có mức độ nổi bật ngang nhau. Nếu Nga đủ điều kiện tham dự giải đấu, các cầu thủ nữ của họ sẽ có thể sử dụng tên, quốc kỳ hoặc quốc ca của quốc gia mình tại Giải vô địch bóng đá nữ thế giới, không giống như các đồng nghiệp nam, vì lệnh cấm sẽ hết hiệu lực vào ngày 16 tháng 12 năm 2022.
Tuy nhiên, vì Nga xâm lược Ukraina, FIFA chính thức lật ngược quyết định, thực hiện lệnh cấm vô thời hạn đối với Nga tham gia bất kỳ giải đấu nào của FIFA. Theo các biện pháp trừng phạt này, Nga sẽ không được phép thi đấu dưới tên, quốc kỳ hoặc quốc ca của đất nước; tương tự như việc các vận động viên Nga tham gia các sự kiện như Thế vận hội, đội sẽ thi đấu dưới tên viết tắt của liên đoàn quốc gia của họ, Liên đoàn bóng đá Nga ("RFU"), thay vì "Nga". Đội của phụ nữ phần lớn vẫn không bị ảnh hưởng khi tham gia vào các bằng cấp mặc dù bị đình chỉ "cho đến khi có thông báo mới". Vào ngày 2 tháng 5 năm 2022, UEFA đã công bố các biện pháp trừng phạt khác liên quan đến việc đình chỉ đang diễn ra, phán quyết đội nữ không được để cạnh tranh thêm ở vòng loại UEFA. Do đó, điều này dẫn đến việc Đan Mạch tự động giành quyền tham dự World Cup nữ, do bị cấm.

#### Tài trợ du lịch Ả Rập Xê Út
Vào ngày 1 tháng 2 năm 2023, FIFA thông báo rằng Visit Saudi, hội đồng du lịch của Ả Rập Xê Út, có thể sẽ là một trong những nhà tài trợ chính của giải đấu. FIFA đã chọn ký hợp đồng bán hạn ngạch mà không tham khảo bất kỳ trường hợp nào của hai nước chủ nhà. Ngay sau khi thông báo, ban tổ chức đã yêu cầu đơn vị làm rõ về cách thức hoạt động của quảng cáo này và quan hệ đối tác. Tổ chức Theo dõi Nhân quyền cho biết quyết định này cho thấy sự coi thường cách Ả Rập Xê Út đối xử với phụ nữ. Quyết định này được các chiến dịch nhân quyền gọi là thao túng. Các cầu thủ nữ đáng chú ý như Alex Morgan, Emma Hayes, Becky Sauerbrunn và Megan Rapinoe cũng tố cáo thỏa thuận này và FIFA không ký kết. Vào tháng 3 năm 2023, Liên đoàn bóng đá Úc và New Zealand Football công khai phản đối việc tài trợ tiềm năng. Vào tháng 3 năm 2023, FIFA thông báo họ sẽ hủy hợp đồng tài trợ.

### Xả súng ở Auckland
Vào sáng 20 tháng 7, theo Reuters đưa tin, một vụ xả súng ở thành phố Auckland, New Zealand làm ít nhất 3 người thiệt mạng và 9 người thương vong, vài giờ trước khi trận khai mạc giải đấu mở màn. Cảnh sát New Zealand cho biết nghi phạm mang theo một khẩu súng ngắn đã di chuyển qua khu vực tòa nhà ở hiện trường. Nghi phạm sau đó nổ súng và cảnh sát đã phát hiện đối tượng đã chết một thời gian ngắn sau đó. Chi tiết vụ việc vẫn đang được điều tra.
| “               | Chúng tôi chưa xác định bất cứ động cơ chính trị hay ý thức hệ nào liên quan vụ nổ súng và do đó không có rủi ro an ninh quốc gia. | ” |
| — Chris Hipkins | |   |

Thủ tướng New Zealand Chris Hipkins cho biết "không có mối đe dọa an ninh quốc gia nào lớn hơn" và giải đấu, bao gồm cả lễ khai mạc dự kiến vào buổi tối, vẫn sẽ diễn ra theo kế hoạch như đã thỏa thuận với ban tổ chức FIFA.
Football Australia cho hay vụ nổ súng không liên quan đến giải đấu. Nó diễn ra gần khách sạn nơi Na Uy, đội sẽ thi đấu với chủ nhà New Zealand trong trận mở màn, đang ở. Lễ hội FIFA dành cho người hâm mộ dự kiến diễn ra gần địa điểm quay phim đã bị hủy bỏ, trong khi đội tuyển Ý, những người cũng đang ở trong một khách sạn gần đó, không thể rời đi để tham gia buổi tập do bị cảnh sát bao vây. Tuy nhiên rất may sau đó, các thành viên của đội tuyển nữ Việt Nam khẳng định họ chỉ biết về vụ xả súng thông qua phương tiện truyền thông, chứ không nghe tiếng súng hay cảm nhận sự hoảng loạn nào từ địa điểm đóng quân. Một phút mặc niệm đã được cử hành ngay trước khi bắt đầu trận khai mạc giải đấu dành cho các nạn nhân của vụ xả súng.